# Großer Speicher

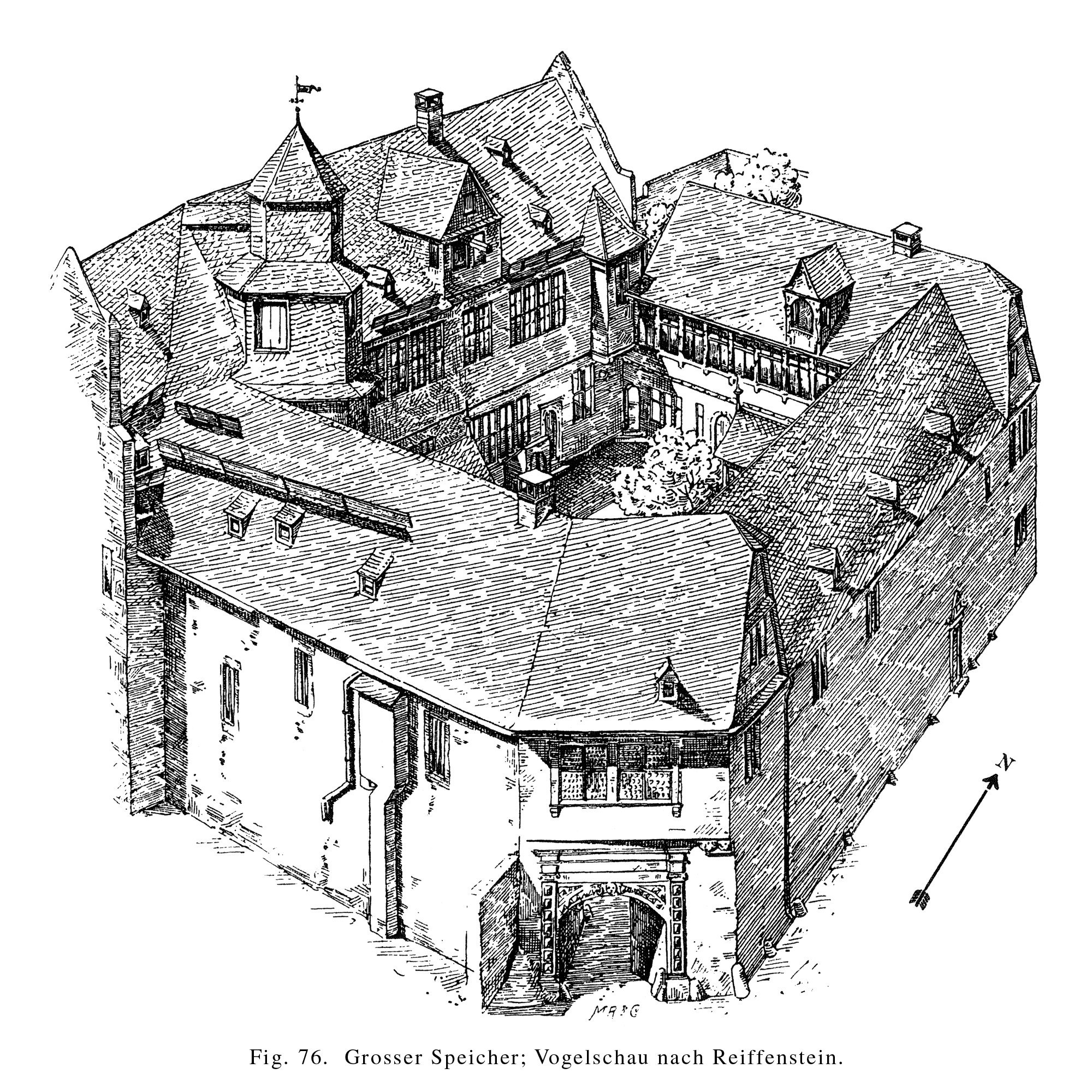
Großer Speicher aus der Vogelperspektive, 1853
(Zeichnung von Julius Hülsen nach Carl Theodor Reiffenstein, 1902)

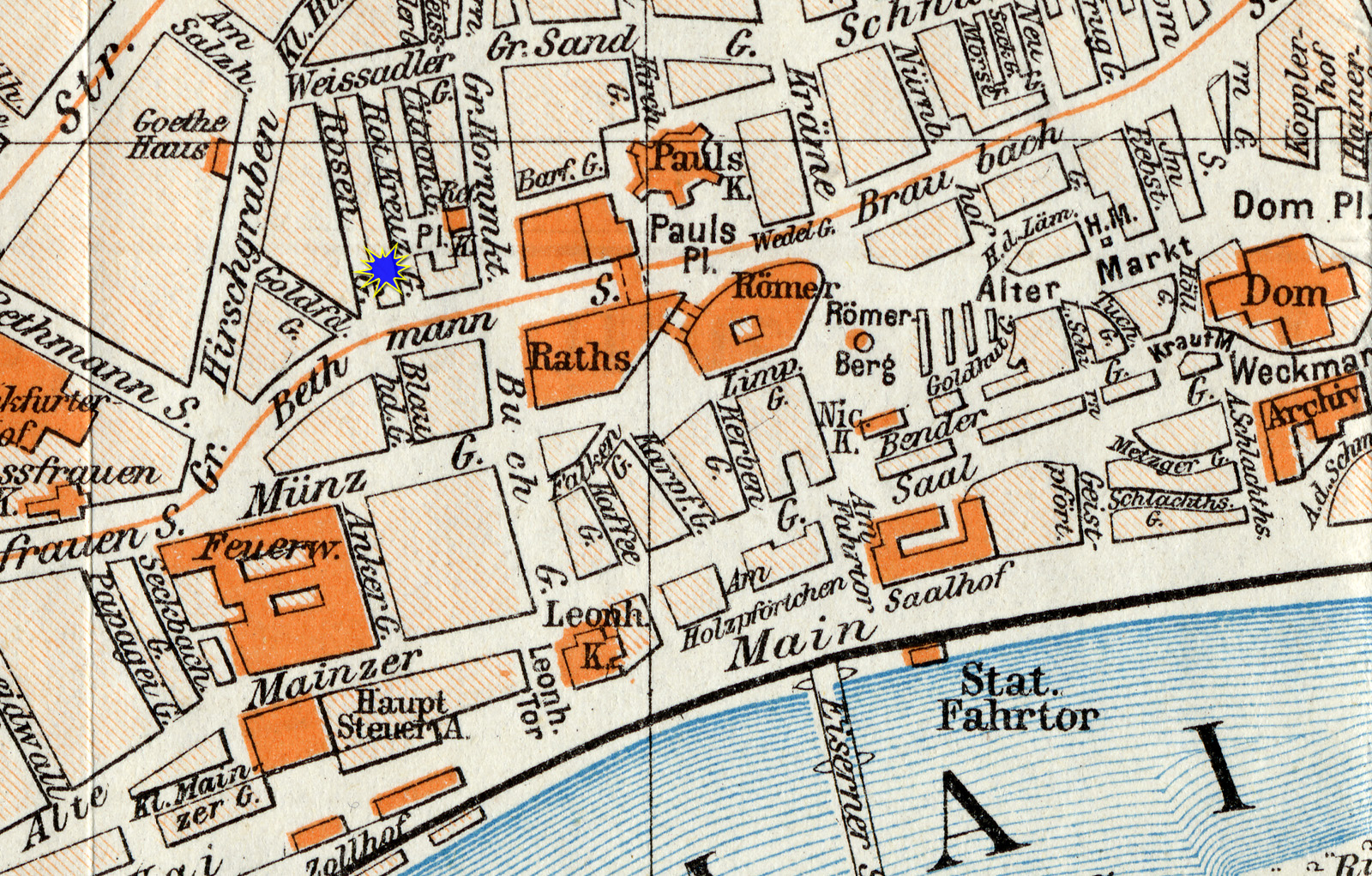
Position des Gebäudes in der Frankfurter Altstadt
(Chromolithografie, 1904)

Der Große Speicher war ein historischer Patrizierhof in der nordwestlichen Altstadt von Frankfurt am Main. Die um einen annähernd viereckigen Innenhof gruppierten Häuser lagen zum Westen an der Rosengasse (ab 1918 Schüppengasse), zum Osten an der Rotkreuzgasse, beides heute nicht mehr existierende Parallelstraßen von und zwischen dem Großen Hirschgraben und dem Kornmarkt. Die Nordseite mit einem ummauerten Garten und die Südseite zur Schüppengasse (ab 1899 Bethmannstraße) waren durch angrenzende Häuser verbaut. Die Hausanschrift war zuletzt Schüppengasse 2 bzw. Rotkreuzgasse 1.
Die im Kern nur vage in die Gotik zu datierende Hofanlage erfuhr Ende des 16. Jahrhunderts durch einen niederländischen Einwanderer einen Umbau in Formen der Hochrenaissance. Sie war damit der früheste dokumentierte Bürgerbau der Stadt, der diesen Stil rezipierte und über Jahrhunderte kaum Umbauten erfuhr. Kurz bevor die daraus erwachsende Bedeutung des Großen Speichers für die Frankfurter Kunstgeschichte im 19. Jahrhundert einer breiteren Öffentlichkeit bekannt wurde, zerstörten tiefgreifende spätklassizistische Umbauten große Teile des bauzeitlichen Zustands.
Im Rahmen der Altstadtsanierung der 1930er Jahre wurden die wenigen noch erhaltenen Reste des Hofs sorgfältig abgetragen, um ihn später an anderer Stelle wieder errichten zu können, wozu es aufgrund des Kriegsgeschehens nicht mehr kam. Am einstigen Standort des Gebäudes befindet sich heute der denkmalgeschützte ehemalige Bundesrechnungshof, der dort in der direkten Nachkriegszeit errichtet wurde. Die eingelagerten Teile haben bis heute größtenteils in städtischen Depots überdauert.

## Geschichte

### Etymologie, Quellenlage und topographische Einordnung
Die Bezeichnung Großer Speicher entstammt offensichtlich dem 18. Jahrhundert. In den Quellen findet sich selbst die Nennung als Speicher nicht vor dem 16. Jahrhundert, zuvor ist meist von einem „Hof“ die Rede. Das dem Hausnamen beigefügte Attribut wurde eingeführt, um eine Abgrenzung zu zwei nahe gelegenen Häusern zu erreichen, deren ältere Bezeichnungen ebenfalls erst im 18. Jahrhundert durch die Bezeichnungen als Mittlerer Speicher (Schüppengasse 2 / Bethmannstraße 16) und Kleiner Speicher (Schüppengasse 4 / Bethmannstraße 18) abgelöst wurden. Worauf sich das Wort Speicher derweil bezieht, bleibt unklar. Da mittelalterliche Häusernamen mangels eines Systems an Hausnummern meist Besonderheiten eines Hauses oder seines Besitzers zur Abgrenzung von anderen Gebäuden heranzogen, kann nur spekuliert werden, dass der Hof, womöglich nach einem Umbau, durch einen besonders eigentümlichen Speicher im Sinne einer Lagerstätte hervorragte.
Über die Geschichte des Gebäudes ist in Anbetracht seiner Bedeutung für die Stadtgeschichte vergleichsweise wenig bekannt. Eine bis in die Neuzeit nachverfolgbare Besitzerhistorie ist im Gegensatz zu anderen wichtigen Baudenkmälern der Stadt wie z. B. der Goldenen Waage am Dom oder dem Salzhaus am Römerberg nicht überliefert. Ferner sind viele Dokumente, die heute darüber möglicherweise Aufschluss geben könnten, insbesondere die aus der reichsstädtischen Zeit stammenden Baumeisterbücher, mit der Zerstörung des Frankfurter Stadtarchivs Anfang 1944 untergegangen.
Von 1902 existiert eine relativ umfangreiche Monographie, die sich jedoch hauptsächlich mit der – damals schon stark veränderten – Architektur des Gebäudes auseinandersetzt, und in gedruckter Form auch wichtige Bauaufnahmen überliefert hat. Für (damals) zurückliegende Zeiträume greift sie vielfach auf die einzige Quelle zurück, die das Gebäude im annähernd bauzeitlichen Zustand beschreibt, nämlich die Texte und Bilder des Frankfurter Malers Carl Theodor Reiffenstein. Sie dokumentieren akribisch die Veränderung der Stadt seit seinen frühesten Kindheitserinnerungen aus dem Jahr 1824 bis kurz vor seinem Tod im Jahr 1893, etwa bis 1885.
Andererseits lässt die Tatsache, dass die Monographie vom damaligen Leiter des Stadtarchivs, Rudolf Jung, mitverfasst wurde, zunächst annehmen, dass ohnehin nur eine geringe Überlieferung vorhanden war – hatte er bei seiner Arbeit doch uneingeschränkten Zugriff auf die damals riesigen Archivbestände (vgl. dazu jedoch Rezeption im 19. Jahrhundert). Ein Bild des rein äußerlichen Zustands der Anlage kurz vor ihrem Abriss liefern schließlich die für Treuners Altstadtmodell in den 1930er Jahren angelegten Skizzenbücher, die im Historischen Museum erhalten sind.

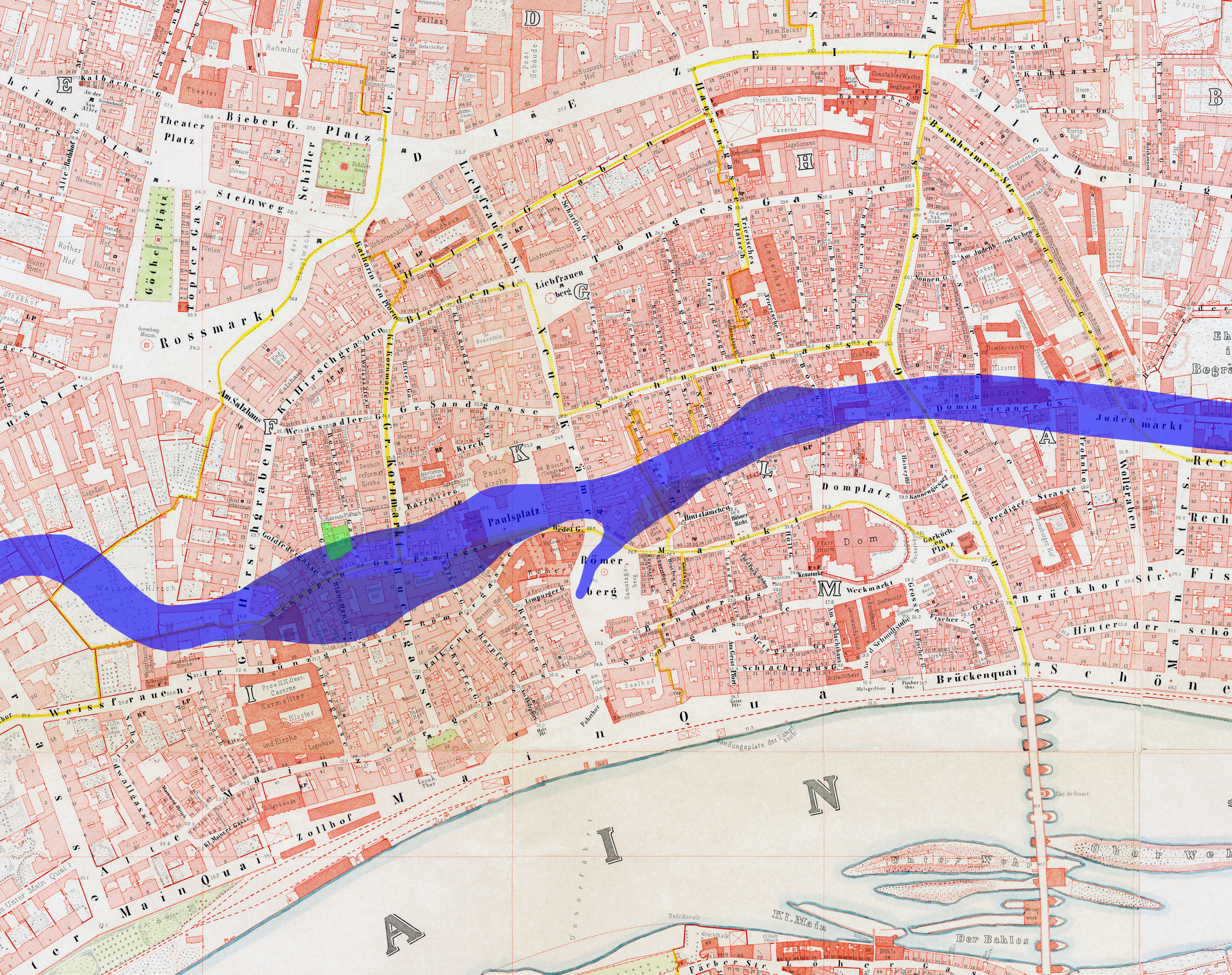
Verlauf der Braubach im Altstadtbereich
(Chromolithografie von Friedrich August Ravenstein von 1862 mit Überlagerung nach Karl Nahrgang)

Wie weit die Geschichte des Großen Speichers zurückgereicht haben mag, lässt sich trotz des Mangels an Quellen relativ exakt festlegen. Der Stadtgeschichtsschreiber und -topograph Johann Georg Battonn bemerkte Anfang des 19. Jahrhunderts zur Rotkreuzgasse:

„Fast am Ende der Gasse, wo der grosse Speicher steht, befindet sich der unterirdische Kanal oder die grosse Andaue über welcher, so lange sie noch offen war, eine hölzerne Brücke lag.“

Die „Andaue“, also Antauche, früher auch Schüppe genannt, war nichts anderes als die Braubach, ein bereits im ersten christlichen Jahrtausend verlandeter Nebenarm des Mains, der im Altstadtbereich ungefähr der heutigen gleichnamigen Straße folgte. Ab dem heutigen Paulsplatz verlief sie entlang der danach benannten Schüppengasse – seit ihrer südseitigen Verbreiterung 1899 Bethmannstraße. Einer direkt südlich davon gelegenen ersten Stadtmauer, die wohl im 10. Jahrhundert entstand, diente sie als natürlicher Graben. In staufischer Zeit entwickelte sich die Stadt ab dem 12. Jahrhundert über diese Grenzen hinaus und wurde bis spätestens 1200 mit einer weiteren Stadtmauer, der heute noch in Resten erhaltenen Staufenmauer umgeben.
Nach dem Bau der Staufenmauer hatte der ehemalige Graben der ersten Befestigungsanlage keine militärische Bedeutung mehr und konnte nun als innerstädtischer Kanal gleichermaßen wirtschaftlich wie auch zur Kanalisation der Abwässer genutzt werden. Aus diesem Grunde ließen sich die Weißgerber mit ihren übel riechenden Betrieben entlang der Schüppengasse nieder. Die dort lange Zeit nur lose und mehr von ausgedehnten Höfen und Gärten geprägte Bebauung war bereits daran zu erkennen, dass das gesamte Gebiet zwischen Großen Kornmarkt, dem späteren Großen Hirschgraben, der Schüppengasse und der Weissadlergasse im 14. und 15. Jahrhundert, urkundlich erstmals 1307, als „valle rosarum“ oder „Rosental“ bezeichnet wurde.

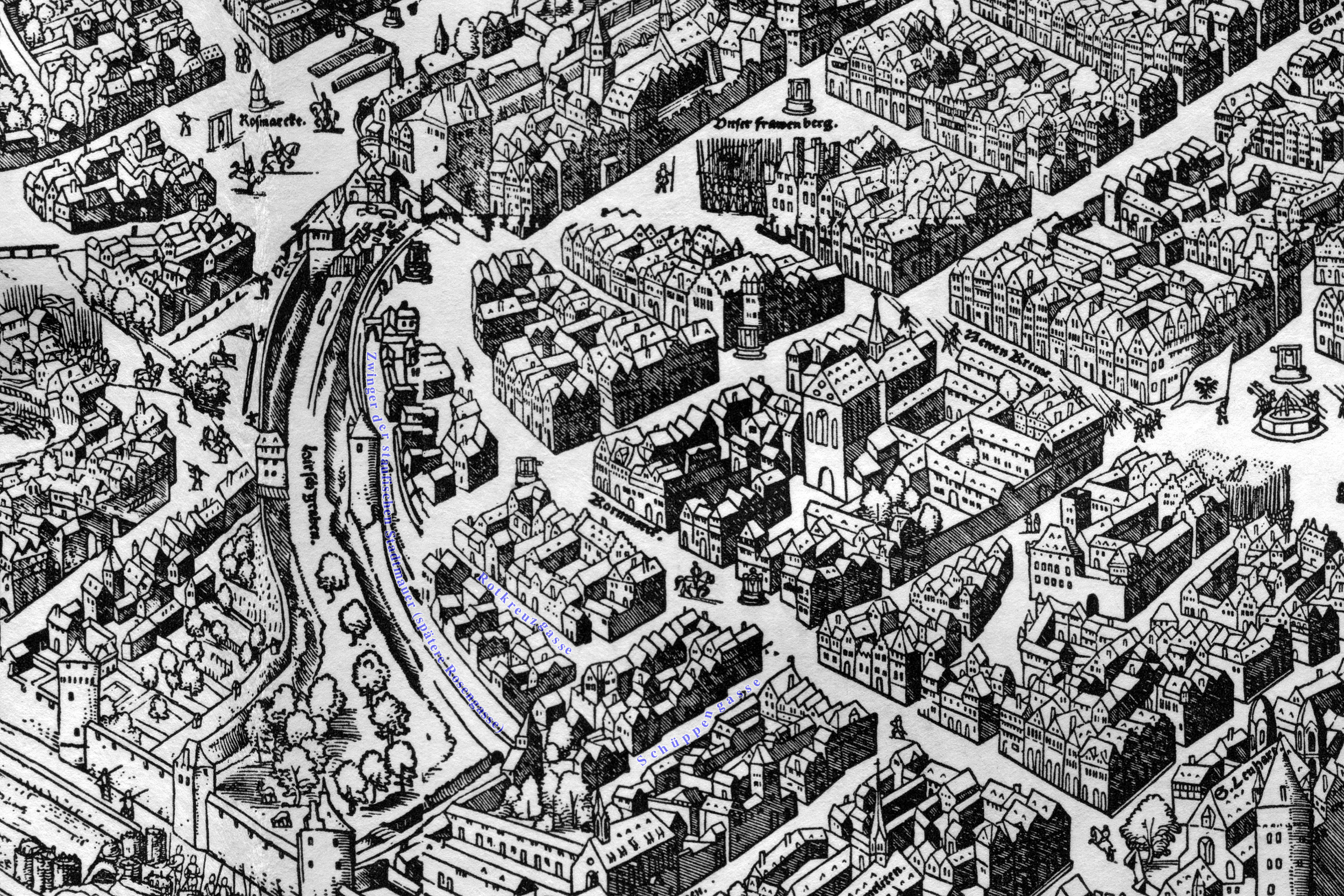
Die nordwestliche Altstadt, 1552
(Holzschnitt von Conrad Faber von Kreuznach)

Das Rosental durchschnitten zwei Gassen, die bereits genannte Rotkreuzgasse im Osten, und die Rosengasse im Westen. Erst Ende des 16. Jahrhunderts wurde die durch nachgelagerte Befestigungen sinnlos gewordene Staufenmauer in diesem Gebiet abgerissen und der davor gelegene Stadtgraben, der Hirschgraben, aufgefüllt und in die gleichnamige Straße umgewandelt. Bis dahin stellte die Rosengasse den Zwinger der staufischen Mauer dar, der 1350 von Baldemar von Petterweil als „hic proximus muro opidi“ beschrieben wurde. Dieser Zustand ist auf dem Belagerungsplan der Stadt von 1552 trotz der in dem Gebiet nur sehr undeutlich gezeichneten Straßenverläufe noch gut zu erkennen. Erst 1918 erhielt sie den Namen der 1899 verschwundenen Schüppengasse, der Name der Rosengasse verschwand.
Die Rotkreuzgasse, die bis ins 17. Jahrhundert hinein Dietrichsgasse hieß, fand ebenfalls schon in Petterweils Aufzeichnungen Erwähnung. Battonn vermutete in einer dort bereits 1273 erwähnten Hofstätte des namensgebenden Gerichtsboten Dietrich einen Vorgängerbau des Großen Speichers, ohne dafür jedoch in seinem Urkundenauszug einen Beleg zu liefern, dass es sich tatsächlich um ein Gebäude an exakt dieser Stelle handelte. Unabhängig davon ist die Einteilung des Rosentals in Querstraßen, die die spätere Parzellierung vorgaben, bereits für die erste Hälfte des 14. Jahrhunderts urkundlich nachvollziehbar.

### Vorgeschichte
Am südlichen Rand des Rosentals wurde, rein aus der zuvor in Grundzügen geschilderten Entwicklungsgeschichte der Niederstadt geschlossen, wohl im 14. Jahrhundert erstmals ein Vorgängerbau des späteren Großen Speichers errichtet. Die frühesten schriftlichen Quellen, die sich auf das Gebäude beziehen, stammen allerdings erst vom Anfang des 15. Jahrhunderts. 1412 beschrieb ein Zinsbuch Einnahmen von einem „Hof mit Garten“, der sich im Besitz eines Lutz zum Wedel befand. Ausdrücklich wurde auch die Brücke über den noch immer offenen Stadtgraben erwähnt.
Laut der älteren Literatur, die allerdings keinen Quellennachweis erbringt, war das Gebäude bereits im 14. Jahrhundert im Besitz der Familie. Im Häuserverzeichnis von 1433–1438 findet sich ein Eintrag, der es im Besitz des Heinrich Weiss zum Wedel ausweist. Somit kann als bewiesen gelten, dass der Hof im 15. Jahrhundert über mehrere Generationen in der bekannten Frankfurter Patrizierfamilie vererbt wurde, obwohl er in seiner damaligen Form nicht mehr fassbar ist.
Eine Bauherreneigenschaft lässt sich derweil nicht zuschreiben, obgleich die Errichtung einer Hofanlage dieser Größe nur jemand aus den Reihen des Stadtadels bzw. -patriziats stemmen konnte, zu denen die Familie Wedel klar zu zählen war. Ende des 15. oder Anfang des 16. Jahrhunderts müssen die Gebäude durch Verkauf oder – unter den Geschlechtern der städtischen Oberschicht häufige – familiäre Verbindungen in den Besitz der nicht minder um die Stadt verdienten Patrizierfamilie Knoblauch gekommen sein. Mit diesem Eintrag aus dem Jahre 1509 über Bedezahlungen Siegfried Knoblauchs als Besitzer eines zum Hof gehörigen Gartens sind die Schriftzeugnisse über den Vorgängerbau aber bereits erschöpft.
Das Rosental entwickelte sich derweil zum spätmittelalterlichen „Rotlichtbezirk“ der Stadt. Neben den zwei von der Stadt unterhaltenen Bordellen in der Kleinen Mainzer Gasse am äußersten westlichen Ende der Altstadt entstanden vor allem ab der Mitte des 15. Jahrhunderts zunehmend privat betriebene Einrichtungen dieser Art. Um dem Einhalt zu gebieten, wurde mit dem Rosental, was abermals seinen abgeschiedenen und vorortartigen Charakter belegt, ein dedizierter Bereich ausgewiesen, in dem sich die Prostituierten zukünftig aufzuhalten hatten. So belegten die städtischen Bedebücher im letzten Jahrzehnt des 15. Jahrhunderts die Anwesenheit von Dutzenden Gewerbetreibenden in der Rosen- und Schüppengasse. Erst das völlige Verbot der Prostitution in der Stadt im Zuge der Reformation im Jahre 1560 setzte dem florierenden Gewerbe ein offizielles Ende, wenngleich es natürlich selbst bis ins 20. Jahrhundert nie völlig, und auch nicht aus diesem speziellen Stadtteil verschwand.

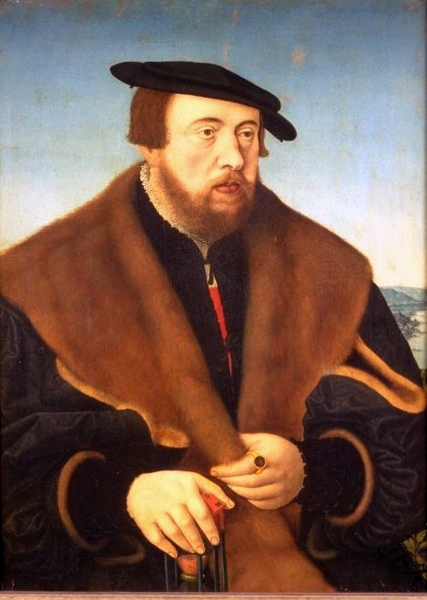
Johann von Glauburg, 1545
(Ölgemälde auf Holz von Conrad Faber von Kreuznach)

Im 16. Jahrhundert wechselte der also inmitten des „Rotlichtviertels“ stehende Große Speicher durch Heirat in den Besitz des Frankfurter Patriziergeschlechts Glauburg. 1526 ehelichte der damals 23-jährige Johann von Glauburg (1503–1571) die gleichaltrige Anne Knoblauch, die Tochter des Besitzers Johann Knoblauch. Über das Gebäude verfügen konnte Johann wohl erst in den 1530er Jahren, denn noch 1529 wird es urkundlich als „Johann Knoblauchs Speicher“ bezeichnet.

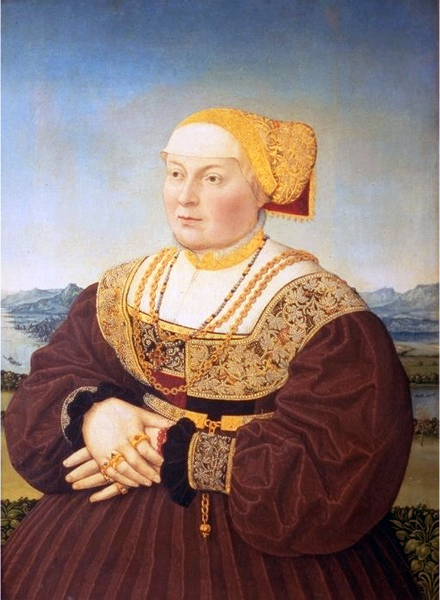
Johann von Glauburgs Ehefrau, Anne Knoblauch, 1545
(Ölgemälde auf Holz von Conrad Faber von Kreuznach)

Um 1540 muss die Familie einen Um- oder Neubau des Hofs durchgeführt haben, dessen Umfang allerdings unbekannt ist. Der einzige Hinweis darauf war die Jahreszahl 1542, die sich am Giebel des in Fachwerk errichteten Nordbau-Obergeschosses an der Rotkreuzgasse befand. Erst 1550 ist eine Bautätigkeit am Großen Speicher urkundlich dokumentiert. Trotz der guten Wiedergabe der städtischen Topographie ist das Gebäude selbst auf dem Belagerungsplan der Stadt von 1552, im Gegensatz zum Plan von Matthäus Merian aus dem Jahr 1628, nicht mit Sicherheit zu erkennen.
Johann von Glauburg war nicht nur ein geschickter Außenpolitiker, der die Reichsstadt erfolgreich durch den Schmalkaldischen Krieg und die Belagerung von 1552 manövrierte, sondern vermittelte auch im Inneren im wirtschaftlichen Konflikt mit den erstmals 1554 in die Stadt geflohenen reformierten Niederländern und Engländern. In ihm fanden die durch neue Branchen und ihre calvinistische Auffassung erfolgreichen Einwanderer einen Fürsprecher, die sich den verständnislosen alteingesessenen Kaufleuten und Zünften gegenübersahen. Als 1585 der spanische Statthalter Alessandro Farnese Antwerpen eroberte, setzte ein nie da gewesener Flüchtlingsstrom in die Stadt am Main ein.
Allein 70 Kaufleute und 30 Goldschmiede aus Antwerpen ließen sich auf einmal in Frankfurt nieder, bis 1589 waren es fast tausend, bis Mitte des nachfolgenden Jahrzehnts noch einmal so viele. Anfangs wohnten sie, wo sie gerade Platz finden konnten, und somit über die ganze Stadt verteilt. Da sie zur Ausübung der von ihnen importierten Gewerbe und Handwerke jedoch weder Raum fanden und erhielten, siedelten sie nach und nach in die westliche Niederstadt über, wo noch viel freies Baugelände vorhanden war und sich außerdem die ihnen anfänglich überlassene Weißfrauenkirche befand.
So wurde das von der Alten Mainzer Gasse, der Schüppengasse, dem Großen Kornmarkt, dem Großen Hirschgraben und dem Roßmarkt gebildete Stadtviertel ihr bevorzugtes Quartier. Im einstigen Rosental, wo ein Häuserverzeichnis noch 1509 gerade einmal knapp 20 Häuser und den Hof mit Garten gezählt hatte, glich sich die Bebauungsdichte nun der des übrigen Altstadtkerns an.

### Erwerb durch Franz de le Boë
Unter den „welschen“ Zuwanderern war auch der Seidenfärber und Seidenbereiter namens Franz de le Boë aus Lille im französischsprachigen Teil Flanderns, das seit 1555 zu den spanischen Niederlanden gehörte und heute auf französischem Staatsgebiet liegt. Am 16. Oktober 1585 kaufte er von den Glauburgschen Erben für 2.200 Gulden den Hof nebst Garten. Offenbar hegten auch die Nachfahren von Johann von Glauburg Sympathien für die Zuwanderer, denn andernorts verdienten sich die Patrizier, deren Vermögen in Grundstücken und Immobilien in der ganzen Stadt angelegt war, in jenen Zeiten der Wohnungsnot ein Vermögen. Die Preise explodierten und überstiegen bald nie gekannte 10.000 Gulden für ein einzelnes Haus.

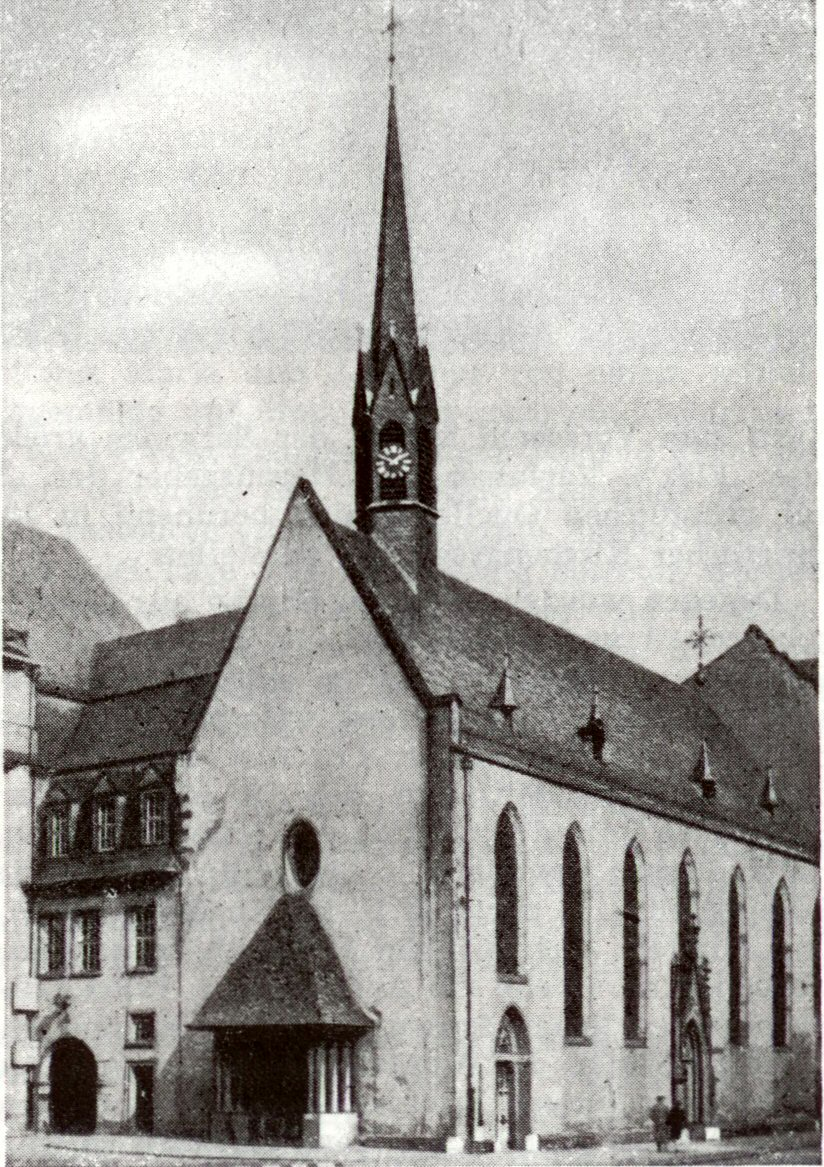
Weißfrauenkirche, um 1900

Der neue Besitzer des Großen Speichers ließ diesen 1587 bis 1590 nach seinen Vorstellungen einer gereiften Renaissance umgestalteten, die sich noch immer merklich von denen der Bürger der konservativen Reichsstadt unterschied. Derweil entwickelte sich die politische Situation zu Ungunsten der Zuwanderer. Nachdem ihnen 1593 mit der Anstellung von Cassiodorus Reinius ein zweiter französisch-lutherischer Prediger genehmigt worden war, verbot der Rat die Anstellung eines weiteren Geistlichen. Hintergrund waren zweifellos Befürchtungen, dass die Gewährung der kirchlichen Gleichstellung auch eine politische und damit eine schwere Gefährdung der Herrschaft des Patriziats über die Stadt zur Folge haben könne.
Die Stadtvorderen lebten bereits seit Generationen nur noch von Renten und Immobilien ihrer Vorväter und drohten nun, von den Zuwanderern finanziell überflügelt zu werden. Damit hätten sie die einzige Grundlage ihrer Herrschaft eingebüßt. Auch in anderer Hinsicht war der Rat belastet, hatte er doch trotz eines bereits 1561 ausgesprochenen Verbots das kirchliche Gemeindeleben vor dem Hintergrund der Steuerkräftigkeit der neuen Gemeinde mehr als drei Jahrzehnte stillschweigend geduldet.

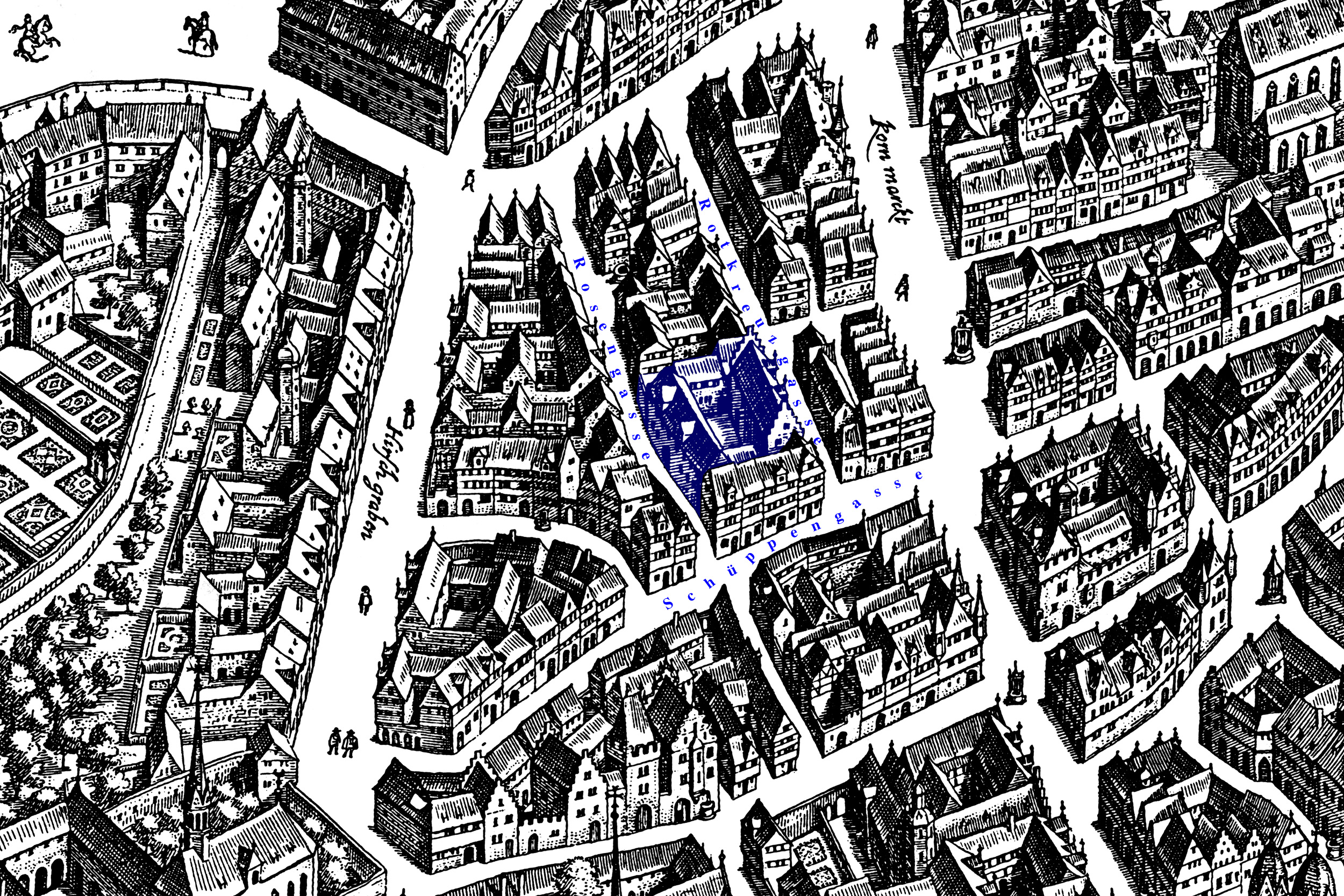
Großer Speicher in der nordwestlichen Altstadt, 1628
(Kupferstich von Matthäus Merian d. Ä.)

Als der Rat 1596 schließlich den Pachtvertrag über das für Gottesdienste genutzte Haus Zur großen Einung an der Seckbächer Gasse kündigte, war es den Reformierten genug. Unter der Führung des Anton de Ligne, welcher ein Vetter des früh verstorbenen Noe du Fay und Schwager des René Mathie war, nahmen sie Verhandlungen mit der gräflichen Regierung zu Hanau auf. Diese wurden bereits am 1. Juni 1597 durch einen Vertrag mit Graf Philipp Ludwig II. erfolgreich beendet, der ihnen in der zu gründenden Hanauer Neustadt weitgehende kommunale und kirchliche Autonomie nach dem Vorbild von Frankenthal einräumte.
Für Frankfurt war die nun einsetzende Abwanderung von über der Hälfte der Zugezogenen, also mehr als tausend Menschen, ein schwerer Schlag. Erkennbar wird dies schon daran, dass von den 47 wallonischen Familienvätern, welche sich im Jahr 1600 in Hanau niederließen, nicht weniger als 32, und von den 47 flämischen Hausvätern 10, insgesamt also fast die Hälfte, zuvor bekannte Frankfurter Kaufleute gewesen war. Darunter war auch Franz de le Boë und sein Schwiegersohn David le Conte, nahezu alle Zuwanderer aus Valenciennes, Tournai, Mons und Lille hatten die Stadt verlassen.
Offenbar behielten viele dennoch ihre Grundstücke und Häuser in der Stadt, da diese der Hauptabsatzmarkt für die in der Hanauer Neustadt hergestellten Waren blieb, von der zweimal jährlichen Frankfurter Messe noch ganz abgesehen. Nur so ist auch zu erklären, wieso die Witwe de le Boë nach dem Tod ihres Mannes im Jahr 1604 den Großen Speicher für 5.000 Gulden an die Eheleute Godin weiterverkaufen konnte, dem Namen nach zu urteilen ebenfalls reformierte Flüchtlinge. Nach dem Besitzerwechsel an die Familie Godin verschwindet die Geschichte des Großen Speichers für Jahrhunderte wieder im Dunkeln. Sie wird nur kurz durch ein Protokoll des städtischen Kuratelamtes aus dem Jahre 1766 erhellt, wonach sich der Große Speicher im Jahre 1741 im Besitz des Bierbrauers Nikolaus Peter Dillenburger befand.

### Wiederentdeckung und Rezeption im 19. Jahrhundert

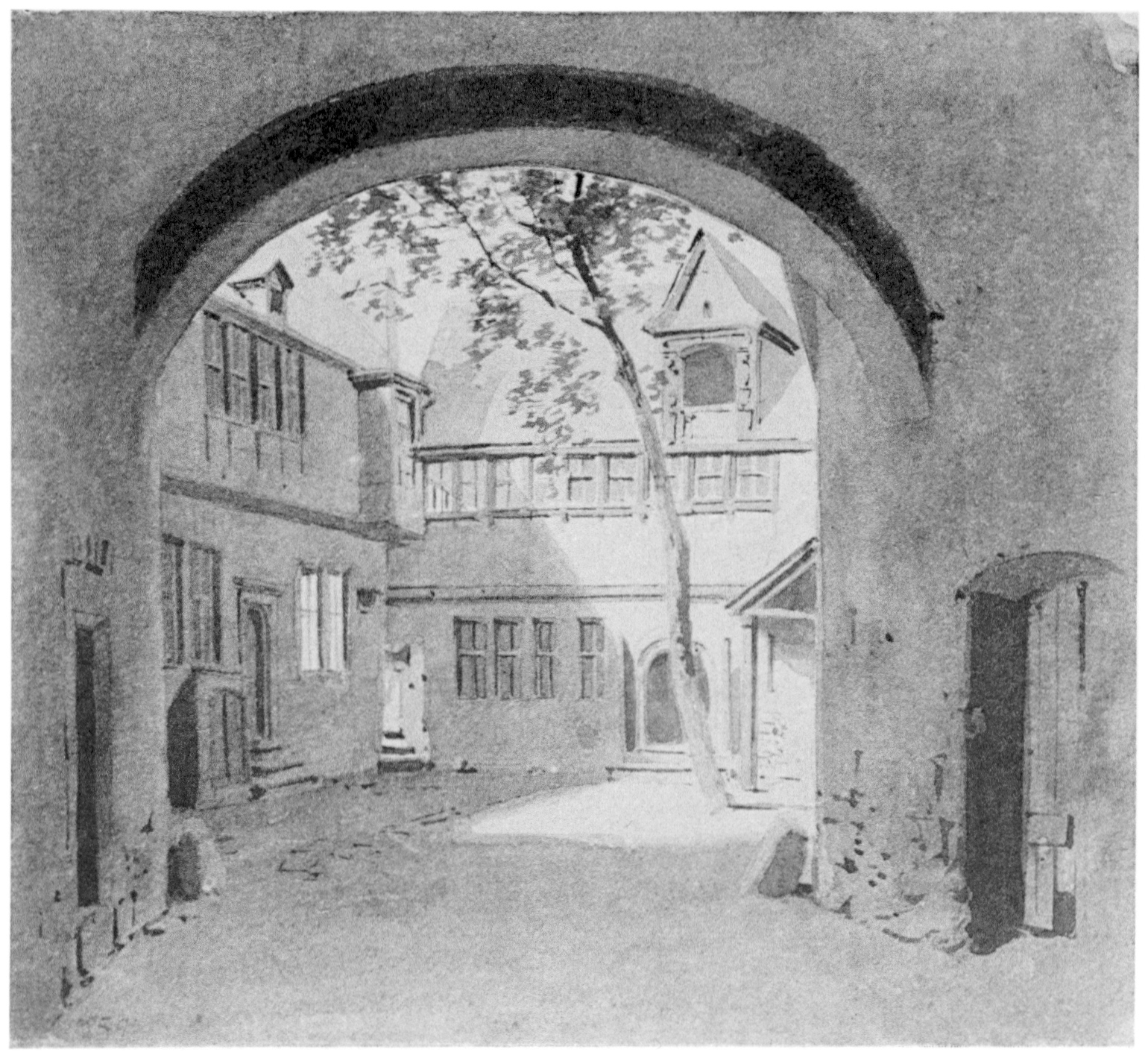
Ansicht des Hofs vom Eingangstor, 1859
(Lichtdruck eines Aquarells von Carl Theodor Reiffenstein, 1897)

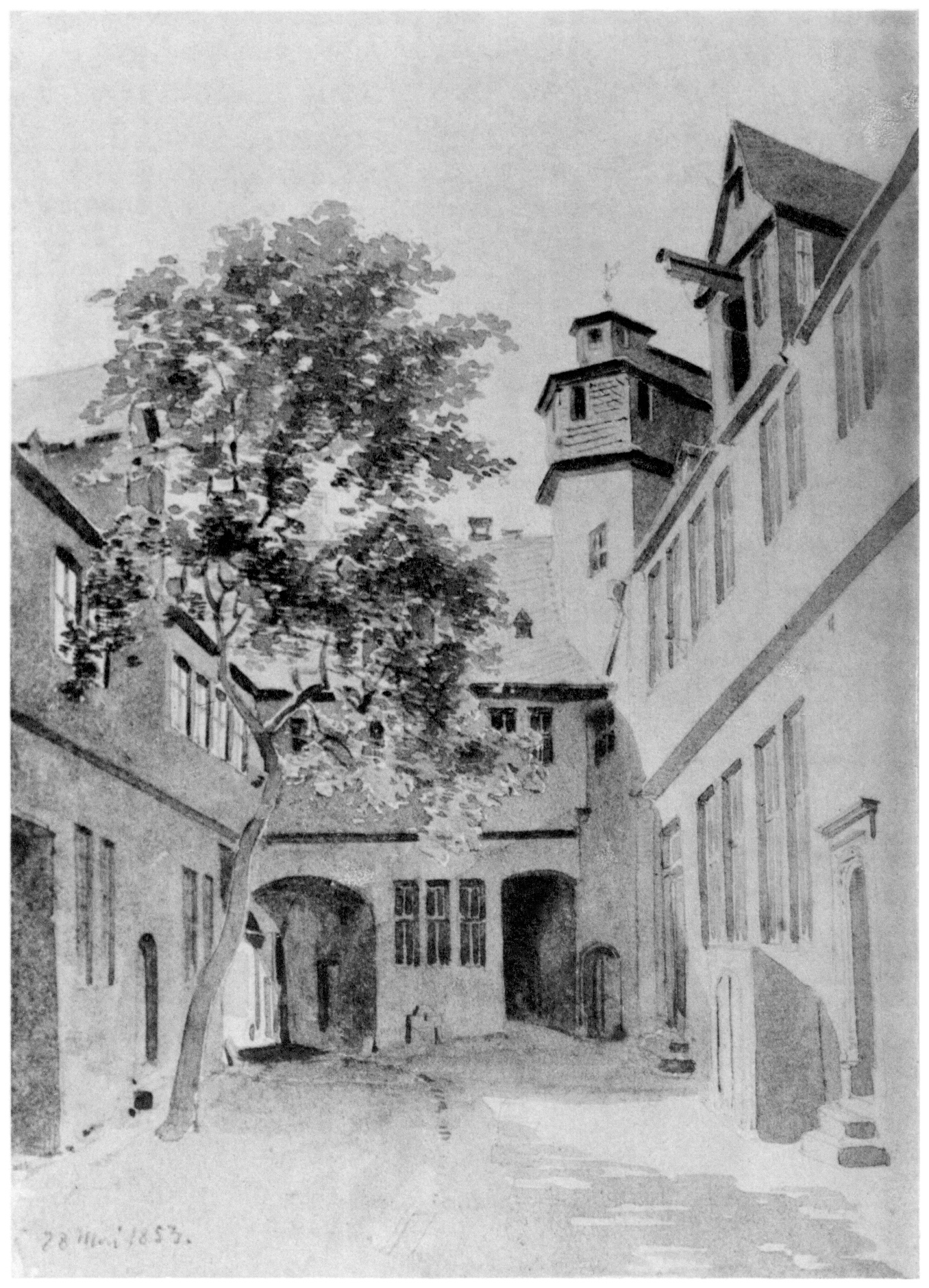
Hofansicht zum Eingangstor, 1853
(Lichtdruck eines Aquarells von Carl Theodor Reiffenstein, 1897)

Anfang des 19. Jahrhunderts verfiel die Frankfurter Altstadt in einen Dornröschenschlaf, der aus der Schaffung neuer, klassizistischer Stadtviertel vor den Toren der Stadt, dem enormen Bedeutungsverlust des Altstadtareals durch den Wegfall der Wahl- und Krönungsfeierlichkeiten mit dem Ende des Heiligen Römischen Reichs und schließlich auch dem langsamen Wegbrechen des klassischen Messgeschäfts resultierte. Der weitaus größte Teil der einstigen Patrizierhäuser ging nun in bürgerliche Hände über. Als infolge der Industrialisierung die Bevölkerungszahl ab dem zweiten Drittel des 19. Jahrhunderts stark anstieg und auch das traditionell dort ansässige Handwerk in der Bedeutungslosigkeit versank, verkamen große Teile der Altstadt zu einem Armenquartier, wo oft über zehn Haushalte in einem Gebäude ansässig waren, das ursprünglich für eine Familie geplant und erbaut worden war. Dies betraf auch das Viertel um die Schüppengasse, die abermals als Straßenstrich in Verruf geriet.
Um 1850 befand sich der Große Speicher im Besitz des Bierbrauers J. J. Jung. Zwecks Einrichtung eines Brauhauses mit Restaurant und Kegelbahn ließ er zwischen 1858 und 1863 die historischen Innenräume stark verändern und drei von vier Hofflügeln teils deutlich aufstocken, was das Erscheinungsbild nachhaltig beeinträchtigte. Noch 1853 hatte Carl Theodor Reiffenstein, der im 19. Jahrhundert akribisch den Wandel der Frankfurter Altstadt und ihres Umlandes sowohl schriftlich dokumentierte als auch zeichnete, wie folgt charakterisiert:

„Am 29. Mai 1853 […] kam ich zum ersten Mal durch Zufall auf einer meiner archäologischen Wanderungen in das Haus zum Speicher. Da es damals noch beinahe ganz unberührt und unverändert war, mußte natürlich der Eindruck, den es auf mich gemacht, ein um so größerer sein. Er wurde nur durch das Gefühl der Verwunderung übertroffen, die sich meiner zugleich bemeisterte, daß dieses Juwel so ganz unbeachtet und ungekannt mitten in einer Stadt liegen konnte, die seit mehr als fünfzehn Jahren einen Verein für Geschichte und Altertumskunde besitzt, öffentliche Kunstanstalten hat, und eine Menge Leute, die sich nicht wenig auf ihre Kenntnisse alter Architektur und Bauüberreste einbilden. Ich glaube nicht, daß dahier ein vollständigeres Bild eines Hauses und Hofes aus der zweiten Hälfte des 16. Jahrhunderts aufgetrieben werden kann, indem durch die Wohlhabenheit und den Reichtum der Einwohnerschaft die meisten älteren Häuser bei anfangenden kleineren Schäden meistens sogleich eingreifend umgebaut, verändert, im gelindesten Falle ihres altertümlichen äußeren Gewandes beraubt werden.“

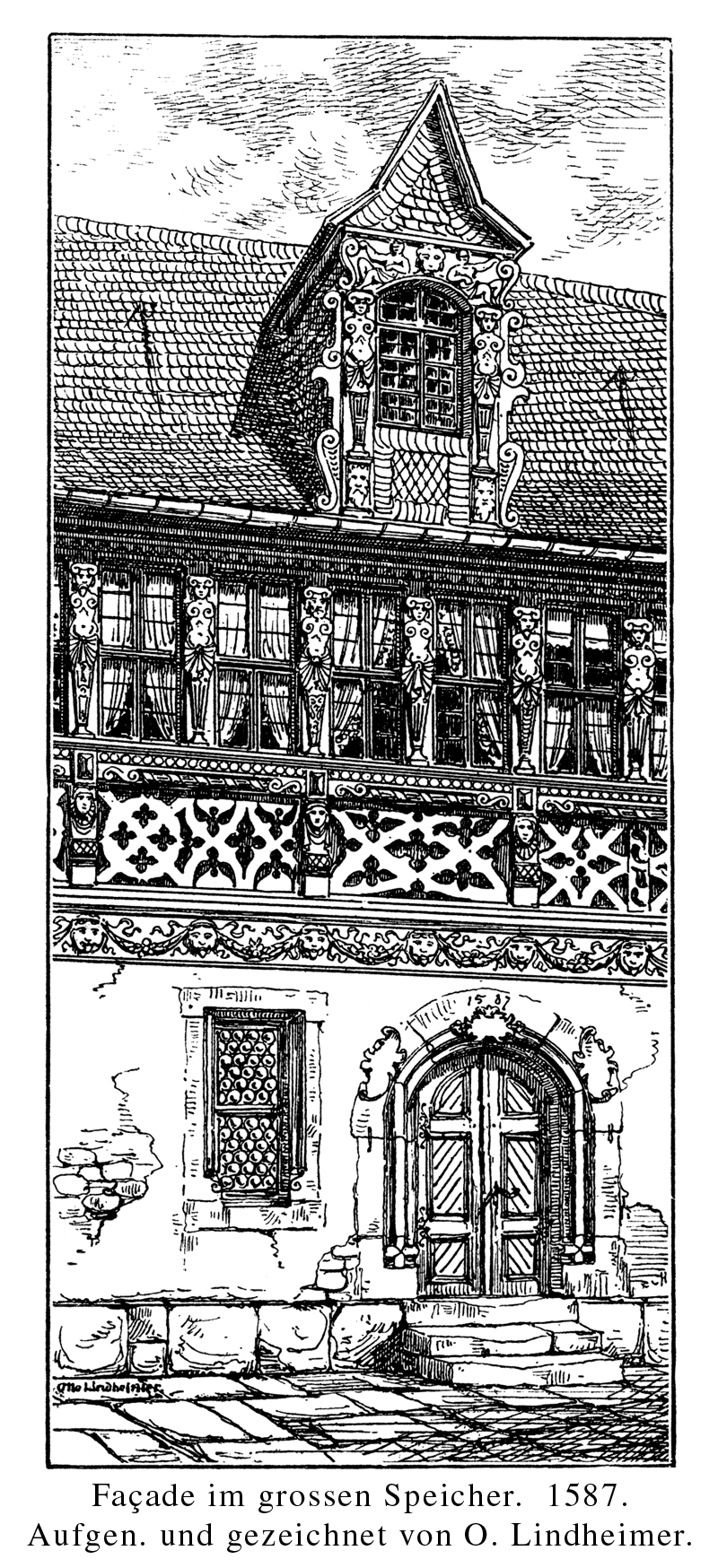
Teilansicht der Fassade des Nordbaus, um 1880
(Zeichnung von Otto Lindheimer)

Reiffensteins Beschreibung kann als Beginn der neuzeitlichen Rezeption der Hofanlage gesehen werden, wobei zur Zeit seiner Beschreibung noch die gesamten reichen Fassaden unter Putz lagen, den gleichermaßen Brandschutzbestimmungen und klassizistische Bestrebungen des 18. Jahrhunderts gebracht hatten. Erst 1880 entfernte der Architekt Otto Lindheimer die Verkleidung im Auftrag des damaligen Besitzers H. S. Langenbach, so dass der gesamte prachtvolle Schnitzschmuck wieder sichtbar wurde. Lindheimer zählte es in dem ersten großen architekturgeschichtlichen Werk Frankfurts, Frankfurt am Main und seine Bauten, 1886 dann auch zu den wenigen bedeutenden Frankfurter Renaissancebauten.
Im 1891 erschienenen Tafelwerk Denkmäler Deutscher Renaissance war das Gebäude neben dem Salzhaus am Römerberg als einziges Frankfurter Bürgerhaus aufgeführt. Auch die an Privatbauten sehr arme erste Auflage von Dehios Handbuch der deutschen Kunstdenkmäler erwähnte 1905 den Großen Speicher ausdrücklich.
In der kaiserzeitlichen Begeisterung für die neu entdeckte „deutsche Renaissance“ war jedoch lange Zeit tabu, dass der Große Speicher, wie alle überdurchschnittliche Pracht entfaltenden Bürgerbauten der Stadt, gar nicht von Einheimischen, sondern von Zuwanderern erbaut worden war. Noch die Monographie im 1902–1914 erschienenen und bis heute maßgebliche Standardwerk zur Geschichte der bürgerlichen Frankfurter Architektur, Die Baudenkmäler in Frankfurt am Main, verweigerte die Zuschreibung an de le Boë.
Ähnlich wie bei der Goldenen Waage, wo das Werk in einer Form, hinter der eigentlich nur Absicht vermutet werden kann, geschichtliche Details klitterte und die Herkunft des Bauherren aus Tournai verschwieg, war auch dort nur die Rede von „der Blüthezeit der deutschen Renaissance“ und dem „gediegenen Kunstsinn der wohlhabenden Bürger“, der Bauten wie den Großen Speicher entstehen ließ. Da das Werk, wie bereits erwähnt (s. Quellenlage), vom damaligen Leiter des Stadtarchivs mitverfasst wurde, der Zugriff auf sämtliche Quellen hatte, ist schwer vorstellbar, dass die wahren Auftraggeber tatsächlich unbekannt waren.
Erst 1921 erfolgte durch den Frankfurter Rechtsanwalt und Historiker Alexander Dietz in seiner Frankfurter Handelsgeschichte die korrekte Zuschreibung, er nahm dabei aber – objektiv falsch – weiterhin die einheimischen Frankfurter Bauherren in Schutz:

„Frankfurt ist durch die reichen Fremdlinge keine Kunststätte geworden und in Ermangelung sichtbarer Andenken an seine sonst so stolzen Großkaufleute oft unterschätzt worden. Die vielgeschmähten mittelalterlichen Patrizier waren an Kunstsinn den nüchternen Geldleuten der neueren Zeit weit überlegen. An dieser Tatsache können auch die vereinzelten belgischen Künstler und Kunstbauten nichts ändern.“

### Niedergang, Altstadtsanierung und die heutige Situation

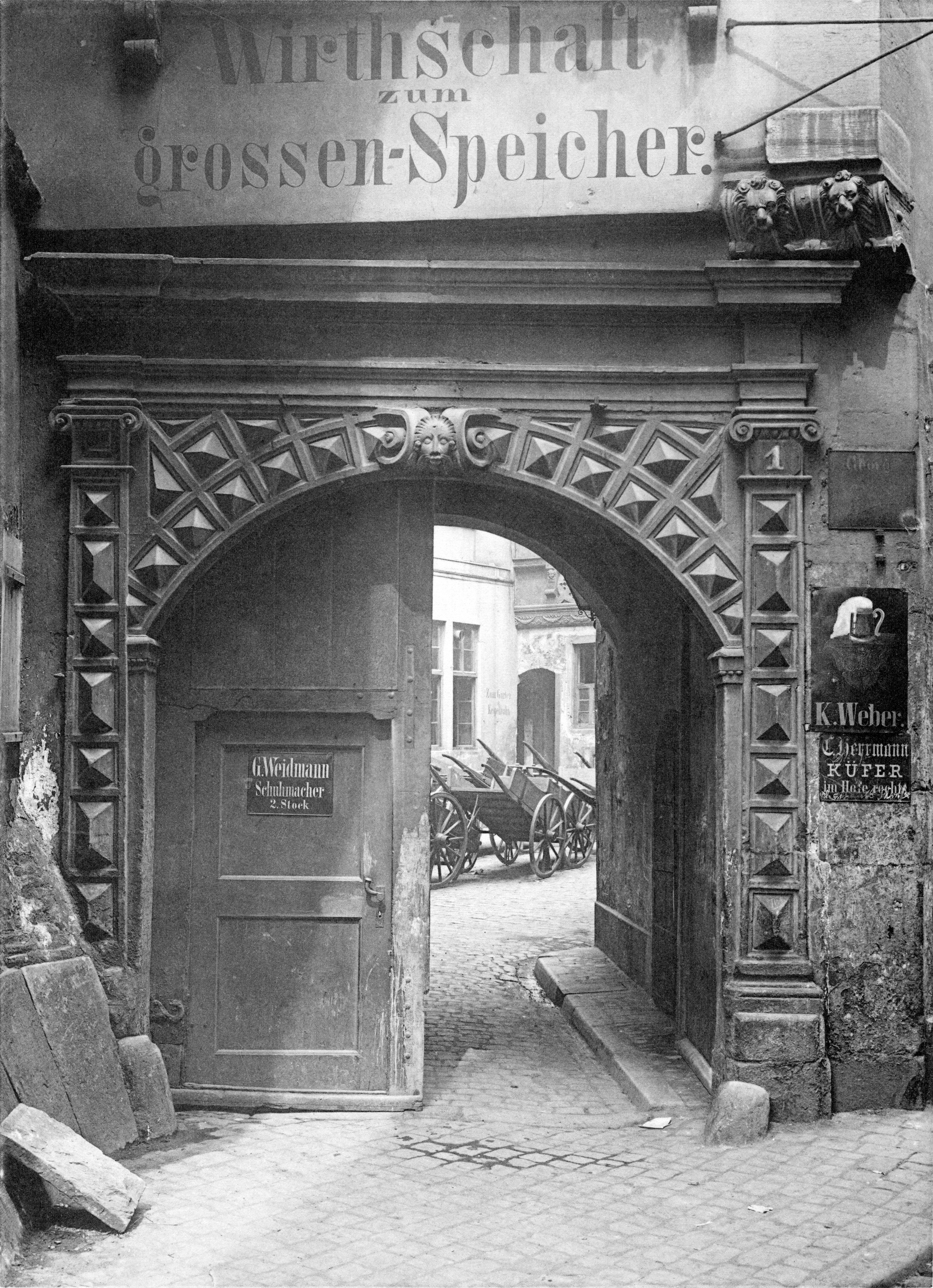
Hauptportal an der Rotkreuzgasse mit Wirtshausschild, 1901
(Fotografie von Carl Friedrich Fay)

Nach dem Ersten Weltkrieg ging die Wirtschaft im Großen Speicher ein – die Genehmigung zur Nutzung als Brauhaus war schon 1879 wieder entzogen worden – und die Gebäude verfielen weiter. Adressbücher berichten von verschiedenen einfachen Handwerksbetrieben, die dort in den Zwischenkriegsjahren ansässig, jedoch kaum der immer noch großen Bedeutung der Hofanlage angemessen waren.
Eine vermeintlich neue Blütezeit begann 1935, als ein Wirt die Erlaubnis erhielt, im Großen Speicher eine Altdeutsche Bierstube einzurichten. Zur gleichen Zeit, als die selbst im nationalen Vergleich außergewöhnlich gut erhaltene Altstadt touristisch entdeckt wurde, waren bereits Planungen für eine umfangreiche Sanierung derselben im Gange, die im nationalsozialistischen Deutschland in vielen großen Städten unter dem Begriff der Altstadtgesundung staatlich unterstützt wurden.
Dabei handelte es sich allerdings in den seltensten Fällen um das, was heute im denkmalpflegerischen Sinne unter Sanierung verstanden wird. Im Grunde hatte sich der Umgang mit der Altbausubstanz seit den Straßendurchbrüchen der Kaiserzeit kaum weiterentwickelt – in den Planungen war somit meist die Rede von sogenannten Ausräumungen, also Totalabrissen ganzer Straßenzüge, um entweder breiteren Zufahrtsstraßen, Parkplätzen oder angepassten Neubauten Platz zu machen.
Block XVII des 1936 nach einem zuvor erfolgten Architektenwettbewerb präsentierten Altstadtgesundungsplans betraf das Areal des Großen Speichers, wörtlich:

„Völlige Ausräumung der zwischen Hirschgraben, Weißadlergasse, Gr. Kornmarkt und Bethmannstraße gelegenen Baublocks und Neubebauung unter Verbesserung der in die Altstadt führenden Anbaustraßen. Dieses Gebiet gehört baulich zu den schlechtesten der Altstadt. Dirnenwesen hat sich dort breitgemacht. Im Herzen der Stadt kann ein solches Viertel nicht mehr geduldet werden.“

Außerhalb des städtischen Schriftverkehrs wurde die anstelle des Gebiets geplante, 16 Meter breite Eckermannstraße jedoch als „neue Zufahrt zum Main“ beworben, die „Sanierung durch Abbruch“ also öffentlich durchaus anders dargestellt. Der Große Speicher und Haus Heydentanz, ein in der Blütezeit des mittelrheinischen Fachwerkstils erbautes Gebäude südlich davon, standen bereits damals unter Denkmalschutz. Auch der Wert der rund 70 übrigen von der Maßnahme betroffenen Häuser als ein weitgehend unverändertes Ensemble der Zeit vor allem vor 1750 war bekannt, wie der Frankfurter General-Anzeiger in einem Artikel am 5. November 1937 schrieb. Gleichzeitig konstatierte man nüchtern:

„So müssen also auch die uralten Häuser an der Bethmannstraße dem Verkehr zum Opfer gebracht werden. Es sind vor allem die Häuser ‚Zum großen Speicher‘ und das schöne Fachwerkhaus ‚Zum Heydentanz‘, die trotz aller Bemühungen nicht zu erhalten sind.“

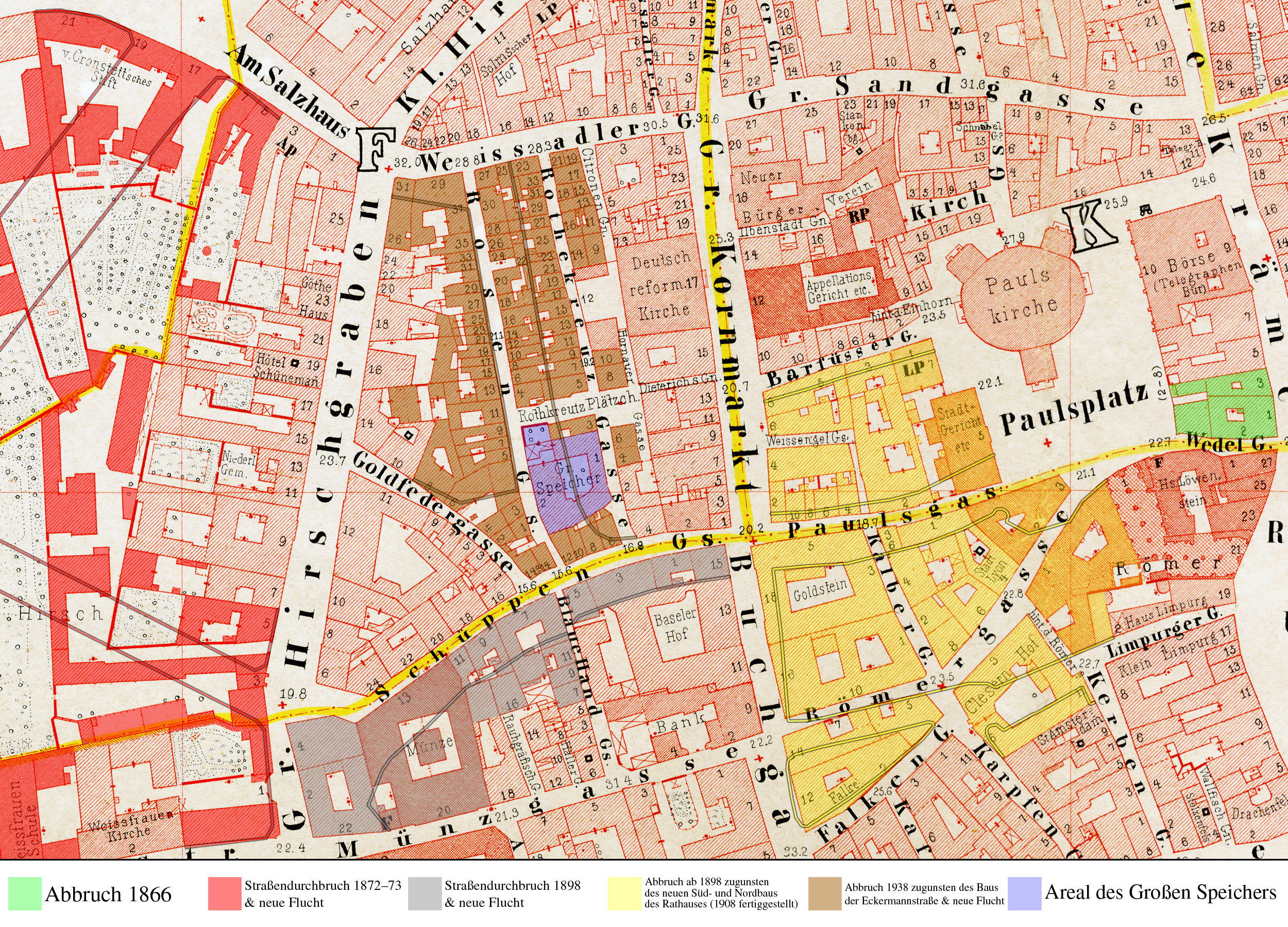
Ab- und Straßendurchbrüche rund um den Großen Speicher im 19. und 20. Jahrhundert
(Chromolithografie von Friedrich August Ravenstein von 1862 mit Nachträgen von einem Plan von 1944)

Widerstand gegen diese radikalen Pläne gab es vom Bezirkskonservator aus Wiesbaden sowie von Seiten des Kunsthistorikers Fried Lübbecke, dem Vorsitzenden des Bundes tätiger Altstadtfreunde. Sie konnten die Abbrüche letztlich nicht verhindern, aber eine Sicherung als wertvoll erachteter Bauteile, sowie eine Überarbeitung der Pläne für die zu errichtenden Neubauten erreichen. 1938 wurden die Abbrüche durchgeführt und Neubauten im angepassten Stil errichtet, die in der Weißadlergasse teils heute noch erhalten sind. Zeitgleich kamen Pläne für einen Wiederaufbau des Großen Speichers in der Metzgergasse an der Stelle des dort abgebrochenen Schlachthauses auf, wie der Frankfurter General-Anzeiger am 10. Juni 1938 berichtete:

„Bei den Abbrucharbeiten des Großen Speichers wurden in dem Brauereigebäude Schüppengasse 2 eine wertvolle siebenteilige Fenstergruppe und beträchtliche Reste einer reichen Wendeltreppe, beides aus der Zeit der Renaissance, freigelegt. […] Zwischen dem herrlichen, nach dem Metzgergassenplatz blickenden Fachwerkbau und der abzustockenden Brandmauer des Hauses Schlachthausgasse 2 wird ein kleiner Schmuckhof geschaffen werden, den niedrige Flügelbauten umschließen. Der Nordflügel enthält den jetzigen gequaderten Hofeingang mit der darüberliegenden Fenstergruppe, der Südflügel die schöne Nebenpforte von Rotekreuzgasse 1. Letzterer dient als Eingangshalle zum Saal und verbindet zugleich den Treppenhausturm, der nach der alten Reiffensteinschen Zeichnung umgestaltet wird, mit dem alten Fachwerkbau. Das steinerne Erdgeschoss des Saales wird nach dem Schmuckhof zu die sieben Renaissancefenster aufnehmen.“

Auch der Wiederaufbau an dieser Stelle war keinesfalls unumstritten – auf ersten Rekonstruktionsskizzen wirkte der Große Speicher an der gewaltigen Brandmauer als winziges Häuschen. Ein nicht mehr zuordenbarer Zeitungsartikel von H. T. Wüst, wohl um 1938, bemerkte dazu, „dass dies für einen geschickten Architekten jedoch kein Problem sei, dennoch solle das Hochbauamt die Aufgabe nicht unterschätzen, denn was die Vergangenheit an diesem Bauwerk gesündigt habe, das solle durch die gewissenhafte Behandlung dieses altstädtischen Kulturgutes wieder gut gemacht werden.“ Zur Ausführung der Pläne kam es aufgrund des Kriegsgeschehens ohnehin nicht mehr.

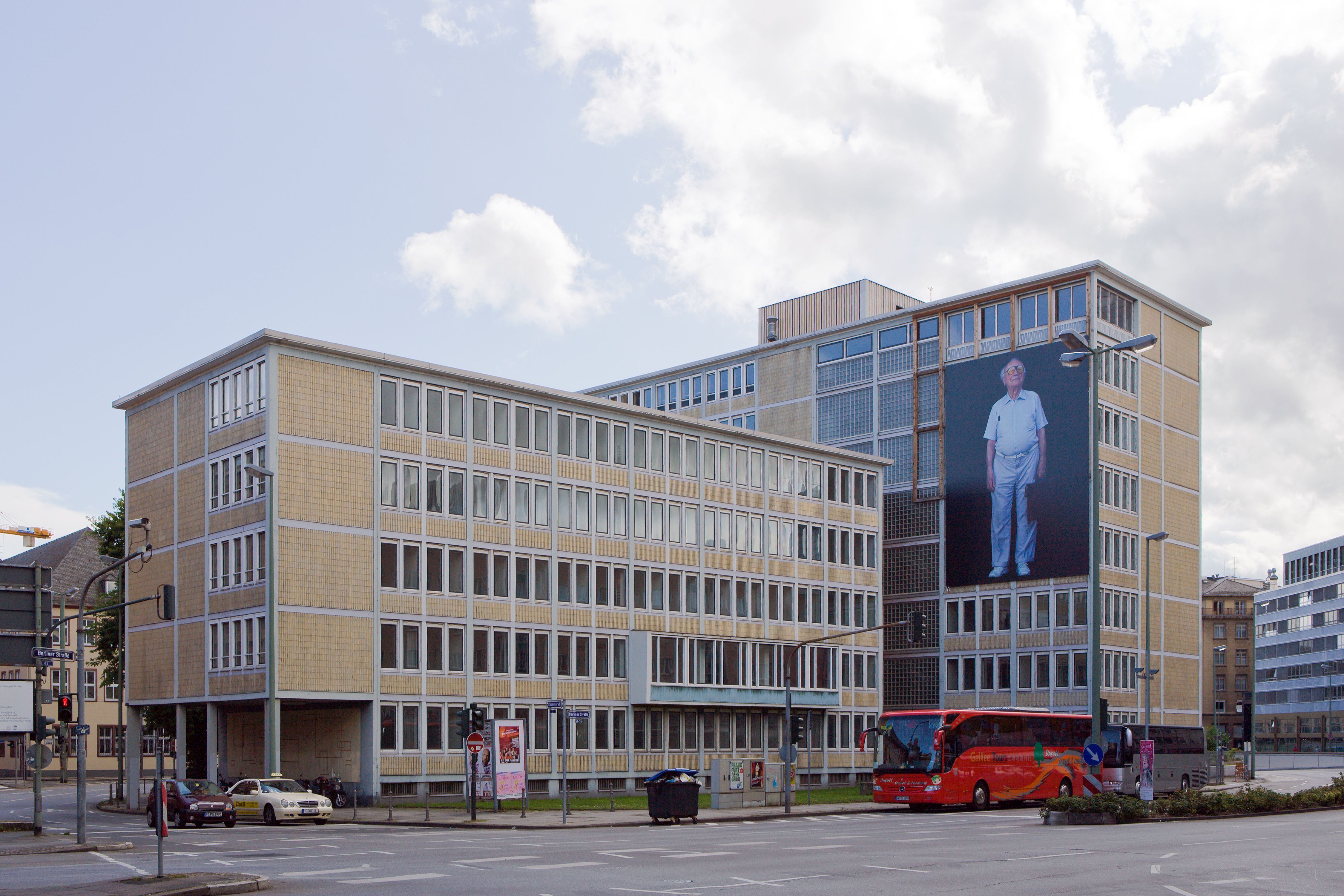
Der auf dem einstigen Areal des Großen Speichers stehende Bundesrechnungshof, Juli 2009

In den Bombenangriffen des März 1944, die die gesamte Frankfurter Altstadt mit allen Neubauten in der Eckermannstraße zerstörten, wurden auch die steinernen Reste des Großen Speichers im Depot vernichtet, einzig die hölzernen Teile der Fassade blieben aufgrund von Auslagerung verschont. Nach dem Krieg wurde auf dem ehemaligen Areal des Großen Speichers 1954–1955 durch die Architekten F. Steinmeyer und W. Dierschke der Bundesrechnungshof in für die Altstadt unmaßstäblichen Formen errichtet.
Das Gebäude steht seit dem Wegzug der Behörde im Jahr 2000 leer, eine Umnutzung oder gar Neubauten an der Stelle scheiterten bisher am Denkmalschutzstatus. Auch das ursprüngliche Straßennetz an dieser Stelle ist durch die im Sinne einer autogerechten Stadt geschaffene Horizontale in Form der Berliner Straße völlig untergegangen. Das ehemals geplante Wiederaufbaugebiet des Großen Speichers südlich des Doms ist heute mit großformatigen Wohnbauten der 1950er Jahre überformt, die gleichermaßen die ursprüngliche Parzellierung wie Straßenstrukturen negieren.
2008 wurde anlässlich der geplanten Rekonstruktion einiger bedeutender Frankfurter Bürgerhäuser auf dem Areal des ab 2010 abgerissenen Technischen Rathauses die Dokumentation Spolien der Frankfurter Altstadt veröffentlicht. Sie zeigt erstmals fotografisch die bis heute in städtischen Depots erhaltenen Fassadenteile des Gebäudes. Sie stammen sämtlich vom Fachwerkteil des Nordbaus, sechs von elf Hermen, Teile des Brustriegels, eine Konsole sowie alle geschnitzten Teile des Zwerchhauses sind noch vorhanden, geschätzt etwa 60 % der bildhauerisch bearbeiteten Originalsubstanz. Da vieles ähnlich gestaltet war, ist davon auszugehen, dass die abgenommenen Teile 1938 bewusst gewählt wurden, um anhand von Fotografien und Analogien ein späteres Nachschnitzen der übrigen Teile bei einer Rekonstruktion zu ermöglichen. Dies wäre – theoretisch – auch heute noch möglich, da gute Aufmaße und Fotografien des Nordbaus den Krieg ebenfalls überstanden haben.

## Architektur

### Äußeres

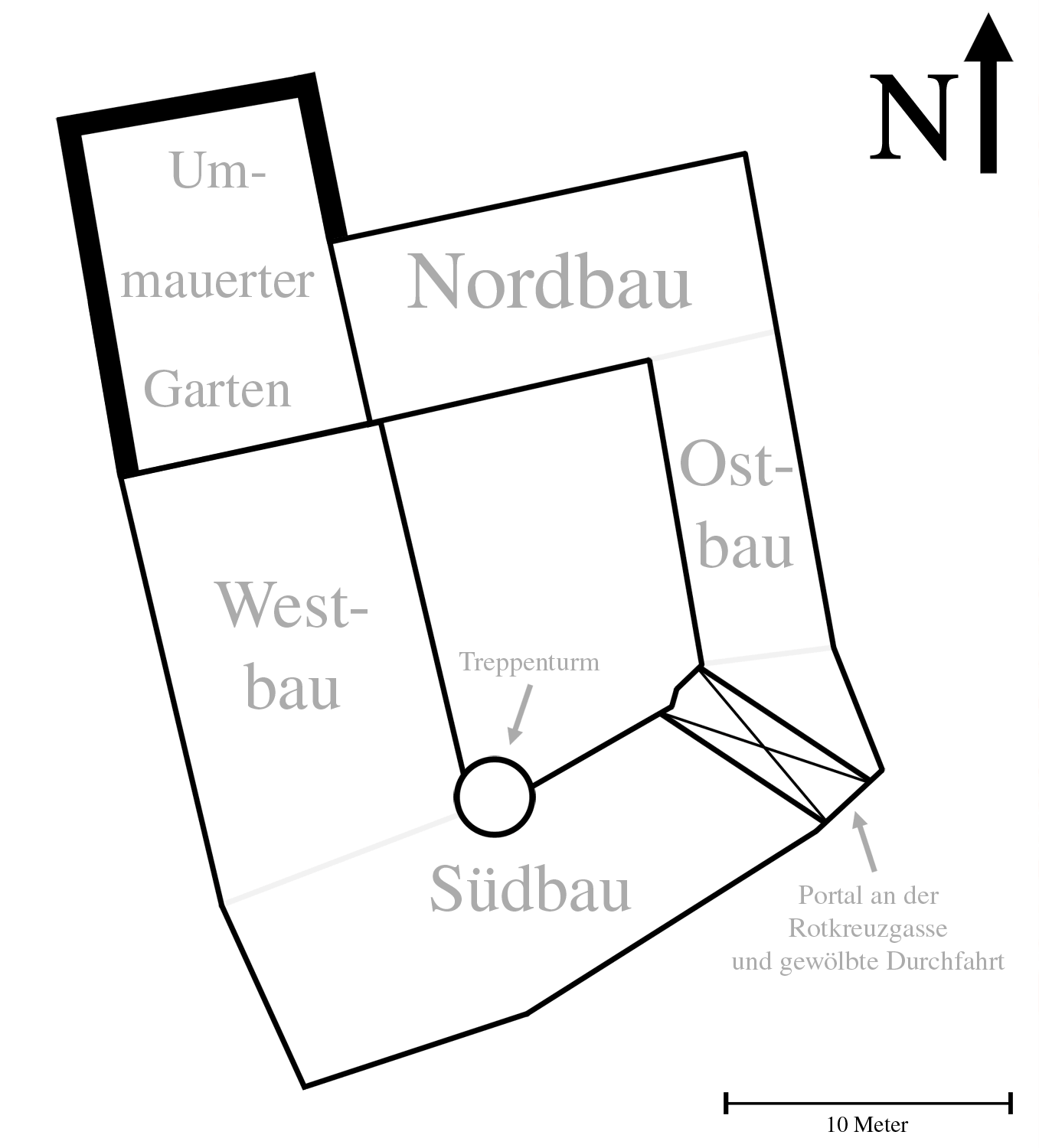
Grundriss

Die Hofanlage bedeckte ein Grundstück von annähernd quadratischem Grundriss, der in der Länge etwa 21,5 Meter und in der Breite ungefähr 23 Meter maß. Vier zweigeschossige Flügel umschlossen einen Innenhof von rund 12,5 Metern Länge und 9,5 Metern Breite. Sie hingen nur an der Nordwestecke nicht zusammen, wo ein nördlich etwas aus der Parzelle herausragender Garten von der Form eines hochkant stehenden Rechtecks eingestellt war. Seine Zugehörigkeit zum Hof machte eine hohe umgebende Mauer deutlich, die Erschließung erfolgte durch eine Pforte im Innenhof.
In diesem ursprünglichen, bis Mitte des 19. Jahrhunderts existierenden Zustand machte der Große Speicher von den ohnehin engen und fast ständig dunklen umgebenden Straßen aus einen eher schlichten Eindruck. Die Außenfassaden des Süd- und Nordflügels waren durch anschließende Bauten an der Rotkreuz- und Rosengasse völlig verbaut. Gegenüber ihrem baulichen Umfeld hob sich die Anlage allerdings dadurch hervor, dass sie überwiegend aus Stein konstruiert war, nämlich die Sockel des Nord- und Westbaus sowie der gesamte Ost- und Südbau.
Baumaterial war für die verputzten konstruktiven Teile gelber Kalkstein, für sichtbar belassenen Partien wie Tür- und Fenstergewände roter Mainsandstein. Die Obergeschosse des Nord- und Westbaus, des Treppenturms sowie die vier Giebeldächer bestanden aus Eichenholzfachwerk. Den Dächern war gemein, dass sie zum Innenhof jeweils mittig ein großes Zwerchhaus sowie meist drei oder vier kleinere Gauben besaßen. Ausgenommen war der Nordbau, der neben dem Zwerchhaus überhaupt keine Dachaufbauten besaß, sowie der Westbau, bei dem die Gauben hofseitig gruppiert waren.

#### Nordbau

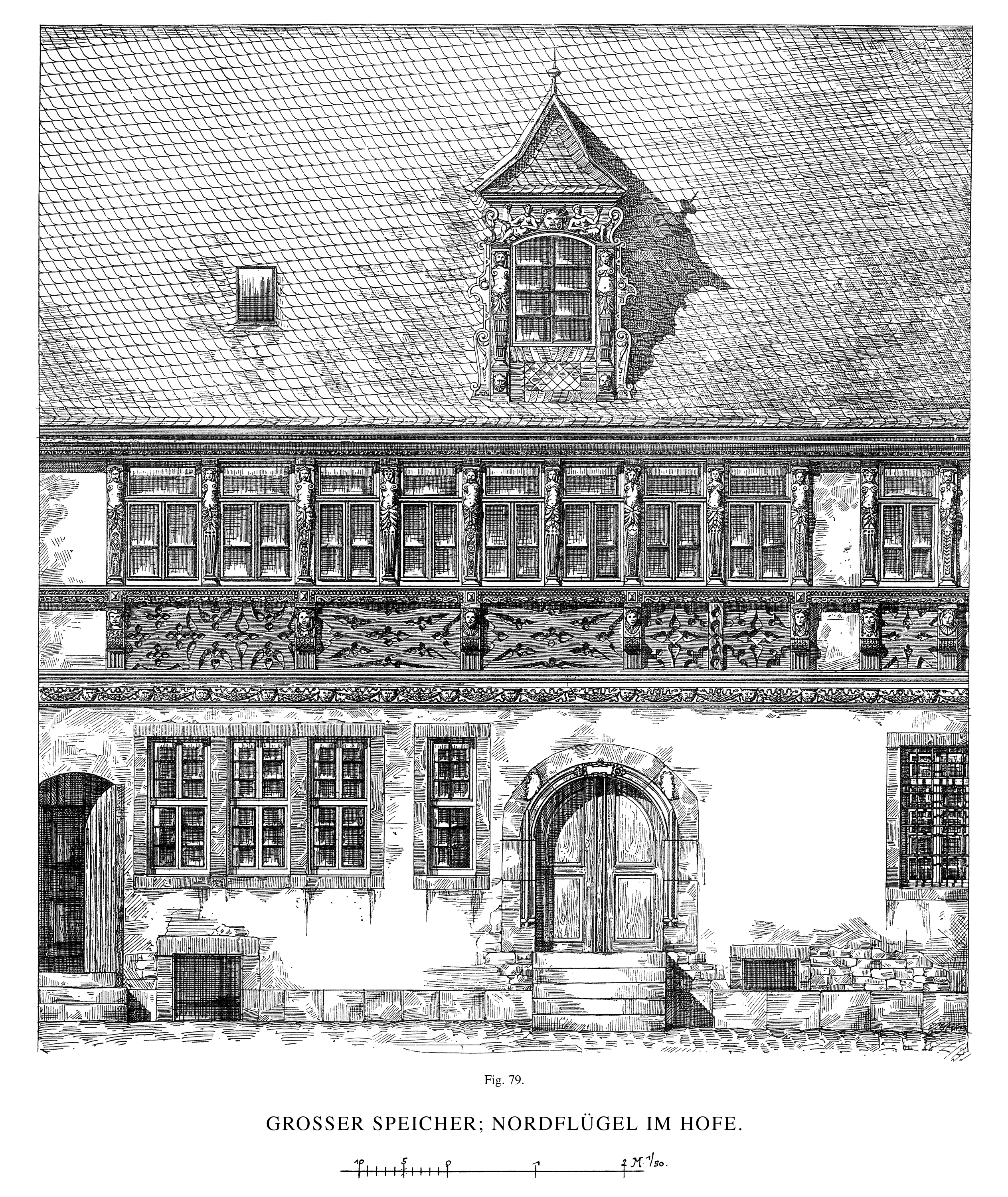
Hoffassade des Nordbaus, 1902
(Zeichnung von Julius Hülsen)

Die Nordseite des Nordbaues war seit der Bauzeit von dem anschließenden Haus Rotkreuzgasse 3 verdeckt, das zwischen 1895 und 1902 abgebrochen wurde. Dies erklärt, wieso die ab dato zum so vergrößerten Rotkreuzplätzchen zeigende Fassade keinerlei Gestaltung oder Fenstereinbauten hatte und einzig das auch nordseitige Überkragen des Fachwerkobergeschosses dokumentierte. Das Rotkreuzplätzchen war seinerseits erst durch zwischen 1832 und 1852 erfolgte Abbrüche in der Rotkreuz- und Rosengasse entstanden, zuvor bestand von alters her eine geschlossene Häuserreihung zwischen Schüppen- und Weißadlergasse.
Der Giebel zur Rotkreuzgasse war im Gegensatz zu den verputzten Untergeschossen vollständig verschiefert, besaß eine für Häuser der Spätgotik und Renaissance in Frankfurt typische Nase unterhalb des Firsts. Dort befand sich auf dem Brett, das die Nase nach unten abschloss, die inschriftliche Datierung 1542. Erd- und Dachgeschoss zeigten jeweils ein doppeltes Rechteckfenster, das Obergeschoss zusätzlich zu einem solchen noch einzelnes, die allesamt stilkritisch noch der Erbauungszeit zuzurechnen waren. Im Erdgeschoss wies einen bemerkenswerten, so nur noch am Ostbau wiederzufindender Fenstertypus mit einem stichbogigen Sturz auf. Der zum ummauerten Garten des Nordbaus weisende Westgiebel war analog zur gegenüberliegenden Seite gestaltet, besaß abweichend jedoch nur ein doppeltes Rechteckfenster im Obergeschoss und ein kleines Viereckfenster im Dachgeschoss direkt unterhalb des Firsts.
Die Hoffassade des Nordbaus bildete den kunsthistorisch bedeutsamsten Teil der Anlage. Das zentrale, von einem Rundbogen überspannte Eingangstor lag fünf Treppenstufen über dem Hofniveau. Der an der ganzen Anlage häufig zu findende Übergangsstil von der Gotik zur Renaissance wurde dort in der Verwendung einer architravartigen Gliederung des Portalgewändes deutlich, die von einem Rundstabprofil in Kämpferhöhe durchschnitten wurde. Am Sturz befanden sich drei in ihrer Formensprache mehr Richtung Renaissance tendierende Zierschilder von fantastischem Umriss, von denen das mittlere die inschriftliche Datierung 1587 zeigte. Links des Eingangs hatte das Erdgeschoss vier, davon drei gruppierte, rechts ein einzelnes, mit einer aufwendigen Schlosserarbeit geschütztes bauzeitliches Rechteckfenster. In der westlichen Ecke des Erdgeschosses ermöglichte ein weiteres, drei Stufen über dem Hofniveau liegendes Portal mit flachem Stichbogen den Zugang in den nordwestlich anstoßenden Garten.
Als Gemeinsamkeit des darüber liegenden Fachwerkgeschosses war das deutliche Hervortreten sämtlicher Elemente gegenüber der Erdgeschosswand zu bemerken, was die ohnehin sehr plastische Wirkung nochmals betonte. Eine Gruppe von acht zusammengefassten und einem einzelnen Rechteckfenster wurden dort von dem reichsten Schnitzschmuck gerahmt, den in Frankfurt neben dem Salzhaus ein Fachwerkbau aufzuweisen hatte. Der unter den Fenstern befindliche, mit Bandornamentik und einem stabförmigen Blattgewinde verzierte Brustriegel ging nicht durch, sondern war zwischen den einzelnen Fensterpfosten eingespannt, wo er jeweils mit einer liegenden Volute endete. Der Fenstersturz zeigte einen durchgehenden Eierstab. Unterhalb des Brustriegels waren die Fensterpfosten als geschuppte Konsolen mit aufsitzender und nach oben hin weit vorgekröpfter Maske, jenseits der Brüstung als zierliche Hermenfiguren ausgearbeitet. Nach den älteren Abbildungen war sowohl jede Maske als auch jede Hermenfigur individuell gestaltet, was an ein etwaiges, jedoch nicht mehr nachvollziehbares ikonografisches Programm denken lässt. Der Frankfurt Kunsthistoriker Fried Lübbecke ging davon aus, dass es sich um Porträts des Bauherrn, seiner Familienmitglieder und des Hauspersonals handelte.
Die Brüstungsfelder zierten liegende Spangenkreuze sowie verschiedene Varianten von Andreaskreuzen. Dabei handelte es sich jedoch nicht um konstruktive Verstrebungen, wie sie an Fachwerkhäusern der Renaissance im mitteldeutschen Raum typisch sind. Tatsächlich waren es aus Bohlen ausgesägte und nur eingelegte Verzierungen. Aufgrund dieser Fertigungstechnik wirkten sie in ihrer Formensprache auch viel „krauser“ und verwiesen so noch deutlich auf Maßwerke der gotischen Epoche. Unterhalb der Brüstungsfelder befand sich ein aus einem einzelnen Stück Holz gefertigtes Schalbrett, das die Balkenköpfe der Zwischendecke verkleidete. Es war mit einem Deckprofil sowie einem reichen, von Masken unterbrochenen Festonfries versehen.
Auch das einzelne große Zwerchhaus zum Hof war mit aufwändigem Schnitzschmuck verziert. Im Gegensatz zu den Untergeschossen erweckte das Bauteil gar den Eindruck, als wäre es etwas später, da völlig frei von den gotischen Anklängen des darunterliegenden Geschosses entstanden, was sich freilich nicht beweisen lässt. Die Fensterpfosten zeigten die gleichen Hermenfiguren, an die spiegelsymmetrische Seitenteile mit äußerst bewegtem Umriss und schnabelartigem Vorsprung anschlossen. Über dem Fenstersturz mit flachem Stichbogen befanden sich zwei liegende Figuren zwischen einer Maske, die den oberen Teil eines ionischen Kapitells trug.

#### Ostbau

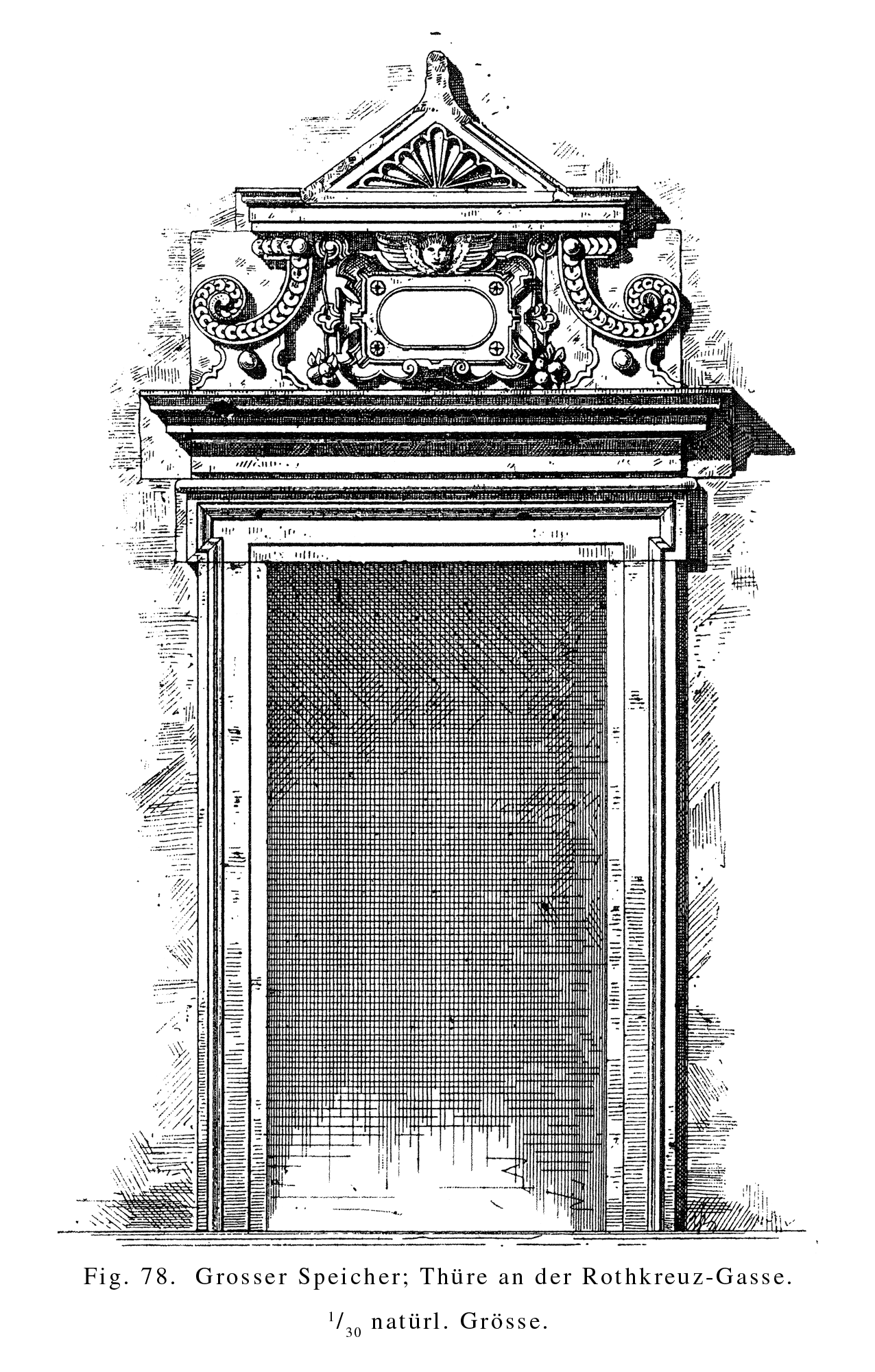
Portal des Ostbaus an der Rotkreuzgasse, 1902
(Zeichnung von Julius Hülsen)

Der zwischen Nord- und Südbau eingestellte, massive Ostflügel stellte den architektonisch schlichtesten und in seiner ursprünglichen Funktion wohl auch eher einen Verbindungstrakt dar. Da der Dachfirst niedriger lag als die der Anschlussbauten hatte das Bauteil somit nur zwei gestaltete Seiten – eine zur Rotkreuzgasse und eine zum Hof.
Zur Straße lag im Erdgeschoss neben zwei von Stichbögen überdeckten, aus der Erbauungszeit stammenden Doppelfenstern ein bemerkenswertes Portal. Obgleich es schon sehr der Formensprache der Renaissance verpflichtet war, wich es in seiner Gestaltung dennoch völlig vom Hauptportal am Südbau ab. Das den Türstock umgebende Gesims vergrößerte sich auf Höhe des Türsturzes zu „Ohren“, oberhalb dessen ein weiteres Gesims aus Fries und Kranz der ionischen Ordnung anschloss. Dieses bildete das Auflager für eine zierliche, zweiteilige Bekrönung. In der Mitte befand sich ein Schild, das von Rollwerk, durchgesteckten Riemenornamenten und Früchten gerahmt wurde und in Ansätzen bereits an das Beschlagwerk der Hochrenaissance erinnerte. Auf dem Schild saß ein Engelskopf, seitlich davon entrollten sich mit Schuppenornament verzierte Voluten aus fantastischen, bewegten Aufsätzen nach oben zu winkelartigen Formen. Diese bildeten wiederum den Aufsatz für das von einem Palmettenornament ausgefüllte Giebeldreieck.
Das Obergeschoss besaß noch ein Paar der überall am Haus verbreiteten doppelten Rechteckfenster wie sie sich auch an der äußerst schlichten Hofseite des Ostbaus im Obergeschoss wiederfanden. Das Erdgeschoss zeigte zwei der Straßenseite entsprechende Doppelfenster mit Stichbögen. Ferner gab es dort noch zwei nicht näher beschriebene Eingänge, die dem vorhandenen Bildmaterial nach zu urteilen ebenfalls noch bauzeitlich waren.

#### Südbau

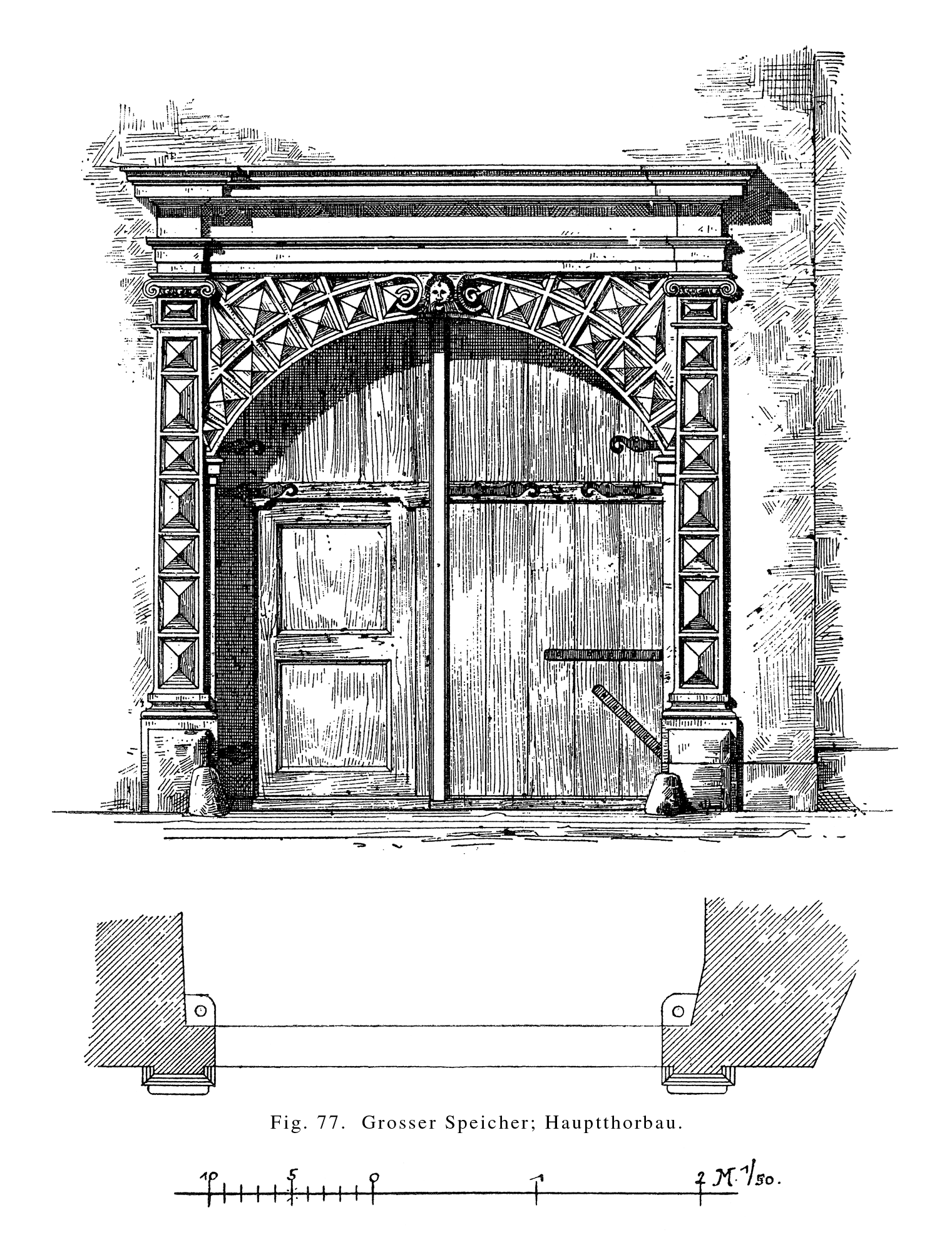
Portal des Südbaus an der Rotkreuzgasse, 1902
(Zeichnung von Julius Hülsen)

Am Südbau, der nach Süden hin weniger als einen Meter durch einen schmalen und unzugänglichen Traufgang von der Brandmauer des anschließenden und zudem deutlich höheren Hauses Heydentanz getrennt war, bestanden an der Außenfassade drei bauzeitliche, schmale Rechteckfenster im ersten Obergeschoss. Jenseits der Mauer, die den Traufgang verstellte, knickte der Südflügel etwa im letzten Fünftel seines östlichen Verlauf nach Norden hin ab, so dass dieser Teil auch von der Schüppengasse bzw. späteren Bethmannstraße aus sichtbar war. Im Erdgeschoss dieses diagonal zwischen Süd- und Nordbau befindlichen Teils befand sich eine von einem unregelmäßigen Kreuzgewölbe überspannte Durchfahrt in den Innenhof.
Die Gestaltung des rundbogig geschlossenen Tors der Durchfahrt zeugte vom repräsentativen Anspruch des Bauherrn. Links und rechts des Portals bildeten ionische, sich nach oben verjüngende Pfeiler den Aufsatz für ein verkröpftes, ionisches Gebälk aus Architrav, Fries und Kranzgesims. Der darunter befindliche Türsturz lagerte auf zwei kleinen Innenpfeilern mit einem Architravgesims als Kapitell. In der Mitte des Türsturzes entwickelte sich aus den dort ebenso wie in die Außenpfeiler eingehauenen Diamantquadern zwei Voluten, zwischen denen eine männliche Maske hervorschaute. Das Tor selbst besaß noch Reste der bauzeitlichen Beschläge mit hakenförmiger Endung.
Über der Durchfahrt kragte das Obergeschoss des Bauteils in eigentümlicher Weise nach Osten hin zunehmend vor, so dass seine Wand einen spitzen Winkel mit der des Erdgeschosses bildete. In der dadurch entstandenen rechten Ecke saß ein einfacher Kragstein mit zwei nebeneinander gestellten Löwenköpfen. Im Obergeschoss befand sich ein großes, von den Formaten her fast quadratisches Doppelfenster in Form eines für Renaissancebauten typischen fränkischen Erkers. Anstatt eines „echten“ Erkers wie etwa am Westbau traten dort also nur die mit Bandornamenten verzierten Eichenholzpfosten des Fenstersturzes und der -bank etwas hervor. Zudem wurden die beiden äußeren Pfosten von kleinen Holzkonsolen unterstützt.
Zur Rotkreuzgasse schloss der Südbau mit einem einfachen Nasengiebel ab. Im Gegensatz zum Haus, das nur ein einfaches, bauzeitliches Doppelfenster im Obergeschoss aufzuweisen hatte, war der ebenso von zwei Fenstern durchbrochene Giebel nicht verputzt, sondern verschiefert. Seine leichte Vorkragung wurde abermals von einem Kragstein mit Löwenmaske unterstützt.
Die Hofseite des Südbaus war einfach gehalten. Im Erdgeschoss besaß sie im Westen ein Eingangsportal mit flachem Stichbogen, zwischen die schmale verbleibende Wand war eine Gruppe von drei wohl noch bauzeitlichen Rechteckfenstern gestellt. Das – analog der Straßenseite – im westlichen Verlauf nach Norden in einem spitzen Winkel hin überkragende Fachwerkobergeschoss besaß fünf klassizistische Rechteckfenster. Der dort ausnahmsweise wohl schon Anfang des 19. Jahrhunderts zerstörte bauzeitliche Zustand lässt sich nicht mehr rekonstruieren.

#### Westbau
Der Nordbau stellte zwar den repräsentativen Teil des Gebäudes dar, der an der Rosengasse gelegene Westbau war jedoch das eigentliche Hauptgebäude. Im Gegensatz zum Ostbau schloss er nicht bündig mit den Giebelseiten von Nord- und Südbau, sondern sprang gegenüber diesen leicht zurück. Somit stand die nördliche, von einer Brandmauer gebildete Giebelwand frei zum daran anschließenden Garten. Im Süden stand direkt an einer dort ebenfalls befindlichen Brandmauer das nicht mehr zum Großen Speicher gehörige Haus an der Schüppengasse bzw. späteren Bethmannstraße.
Durch diese Konstruktion ergab sich prinzipiell das Problem von Lücken in der Nordwest- und Südwestecke des Innenhofs. Im Nordwesten war es im Erdgeschoss durch die über die Breite des eigentlichen Gebäudes weitergezogene Mauer des Nordbaus mit dem bereits beschriebenen Eingangsportal zum Garten gelöst. Im Obergeschoss verhinderte ein Erker auf rechteckigem Grundriss den Einblick in den Innenhof. Er lag im Norden auf der Mauer mit dem Portal, die die Lücke im Erdgeschoss schloss, im Süden auf einem weit vorgezogenen Konsolstein auf. Im Südwesten war die Lücke durch den dort eingeschobenen, sämtliche Gebäude des Hofs überragenden Treppenturm sowie eine komplexe Dachkonstruktion dahinter geschlossen.
Das Aussehen der Straßenfassade an der Rosengasse vor ihrer Veränderung im Jahre 1863 ist nicht dokumentiert, dürfte aber aus reinen Zweckformen und Rechteckfenstern des sonst auch am Haus vorkommenden Typus bestanden haben, da dort historisch nie ein Eingang bestand. Die Nordseite zum Garten besaß im Erdgeschoss sechs zu einer Gruppe zusammengefasste, bauzeitliche Rechteckfenster, im Obergeschoss zwei einzelne.
Auch die Hoffassade bezeugte – neben dem bereits beschriebenen Erker – durch ihre fast völlige Auflösung in die größten am Hof zu findenden Rechteckfenster den repräsentativen Anspruch des Bauherren. Das dem am Nordbau sehr ähnliche Hauptportal war zudem in einem ähnlich reichen Mischstil von Gotik und Renaissance ausgeführt und ist einzig in einer (bisher nicht veröffentlichten) Zeichnung Carl Theodor Reiffensteins überliefert. Nördlich davon befand sich ein einzelnes, südlich davon eine Gruppe von vier und nochmals zwei, im Obergeschoss zwei Vierergruppen, mittig unterbrochen von einer Gruppe von zwei der genannten Fenster.

### Treppenturm
Tief zwischen Süd- und Westbau war der Treppenturm auf sechseckigem Grundriss eingestellt und somit nur ein schmales Stück seiner nordöstlichen Kante in der Südwestecke des Hofs sichtbar. Den eigentlichen Zugang zur Treppe bildete das Portal im Südbau, eine weit kleinere Tür in der zum Hof gewandten Turmwand führte unter der Treppe hindurch in den Westbau. Seine polygonale Form offenbarte der Turm erst in seinem oberen Drittel, wo er deutlich über die Firsthöhe der umgebenden Bauten hinausragte. Ungefähr ab der Traufhöhe des Westbaus bildeten dort zwei verschieferte, sich nach oben verjüngende Fachwerkgeschosse mit Zeltdach und Wetterfahne seinen Abschluss. Die zwei zum Hof gewandten Treppenfenster des steinernen Teils hatten eine parallel zum inneren Lauf liegende schräge Bank und Sturz, das Obergeschoss mehrere kleine Fenster.

### Inneres
Im Gegensatz zur guten Überlieferung des äußeren bauzeitlichen Zustandes existieren nur fragmentarische Beschreibungen des Inneren. Nur der Nordbau und Westbau hatten durch Luken vom Hof aus zugängliche Keller. Ersterer wurde von einem flachen, in seinen Widerlagern längs zur Parzelle liegenden Tonnengewölbe mit Stichkappen überspannt. Der niedriger ausgefallene Keller des Westbaus war von flachen Kreuzgewölben überdeckt. Dort befand sich eine alte Zisterne mit rechteckigem Steindeckel und einem noch bauzeitlichen, schmiedeeisernen Griff in Renaissanceformen.
Analog dem Keller war auch das Erdgeschoss des Nordbaus von einer Tonne überwölbt. Es besaß zwei Zimmer, wobei das eine die rund zwei Drittel der Hausbreite westlich der Hauptportals, das andere den verbleibenden Raum östlich davon beanspruchte. Die Trennung erfolgte im Inneren durch eine senkrecht zur Hoffront gestellte Zwischenwand mit einem rundbogigen Portal. Die Erschließung des äußerlich so prachtvoll verzierten Obergeschosses, das die gleiche Aufteilung wie das Erdgeschoss besaß, ist nicht überliefert. Von der ursprünglich sicherlich weit aufwändigeren Ausstattung war in Anbetracht des Mangels an Beschreibungen wohl bereits Mitte des 19. Jahrhunderts nur noch wenig erhalten. Das zum Garten zeigende Doppelfenster in der westlichen Giebelwand zeigte von innen eine Profilierung mit Rundstäben, die am trennenden Mittelpfosten gegen einen Sockel mit Volutenkonsolen anliefen. In der Nordwand befand sich zudem noch ein hölzerner Wandschrank mit hakenförmigen Beschlägen ähnlich denen des Hauptportals an der Rotkreuzgasse.

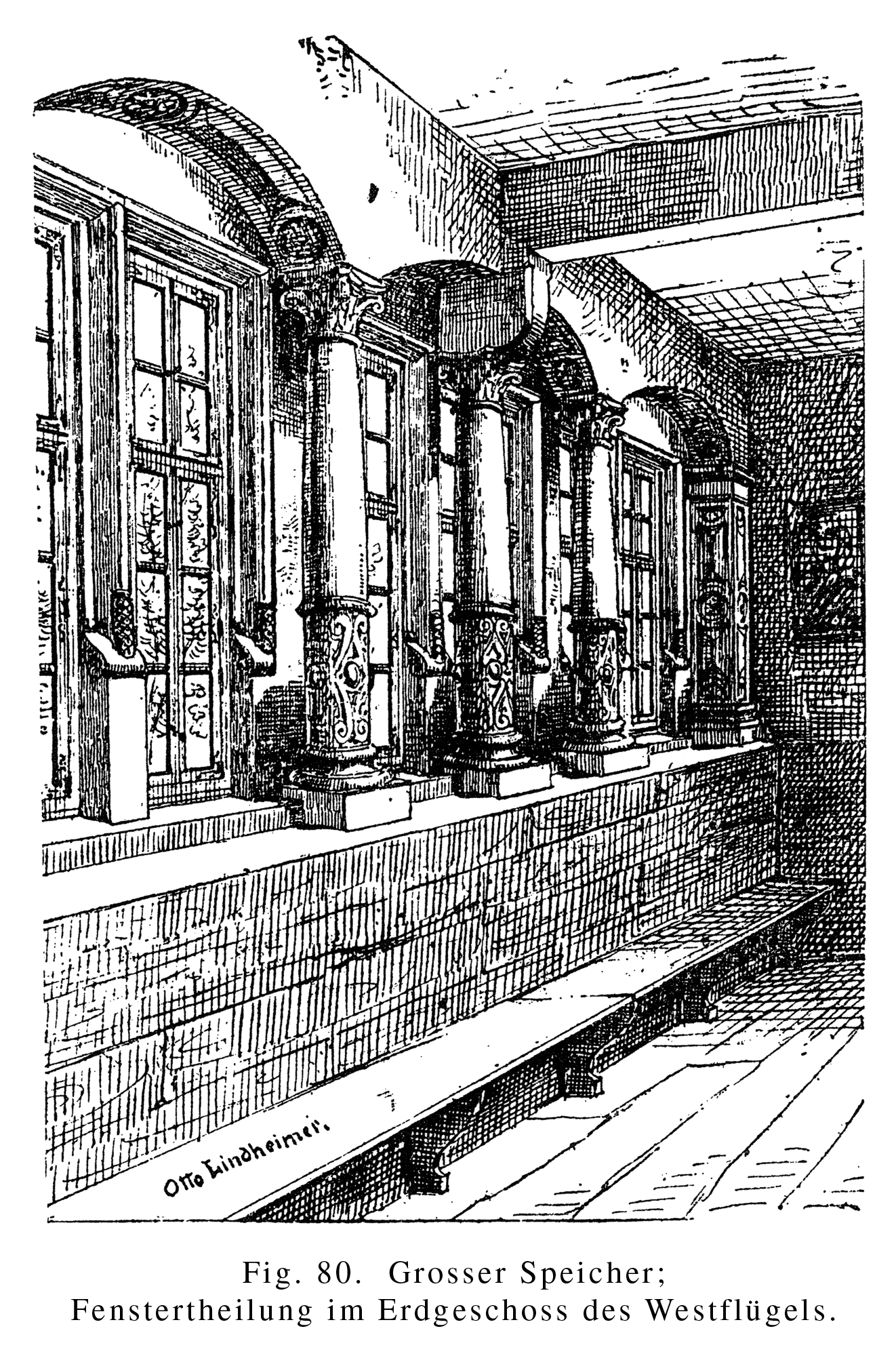
Fenstergruppe im Erdgeschoss des Westflügels, um 1880
(Zeichnung von Otto Lindheimer)

Das Erdgeschoss des Ostbaus war von drei flachen, scharfgratigen Kreuzgewölben überdeckt. Die von Stichbögen überwölbten Doppelfenster in Ost- und Westwand umrahmte eine schlichte Kehle. Die Verzierung der Fenster im Obergeschoss war aufwändiger und zugleich ähnlich dem in der Westwand des Nordbaus. Vom Südbau ist noch weniger bekannt, nämlich nur, dass die Fenstergruppe zwischen der Hofeinfahrt und dem Eingang zum Treppenturm von innen ebenfalls auf das Schlichteste profiliert war. Die Erschließung der Obergeschosse als auch die Raumdisposition sind dort nicht bekannt. Beim Südbau bleibt eine Mitnutzung des Treppenturms zu vermuten.

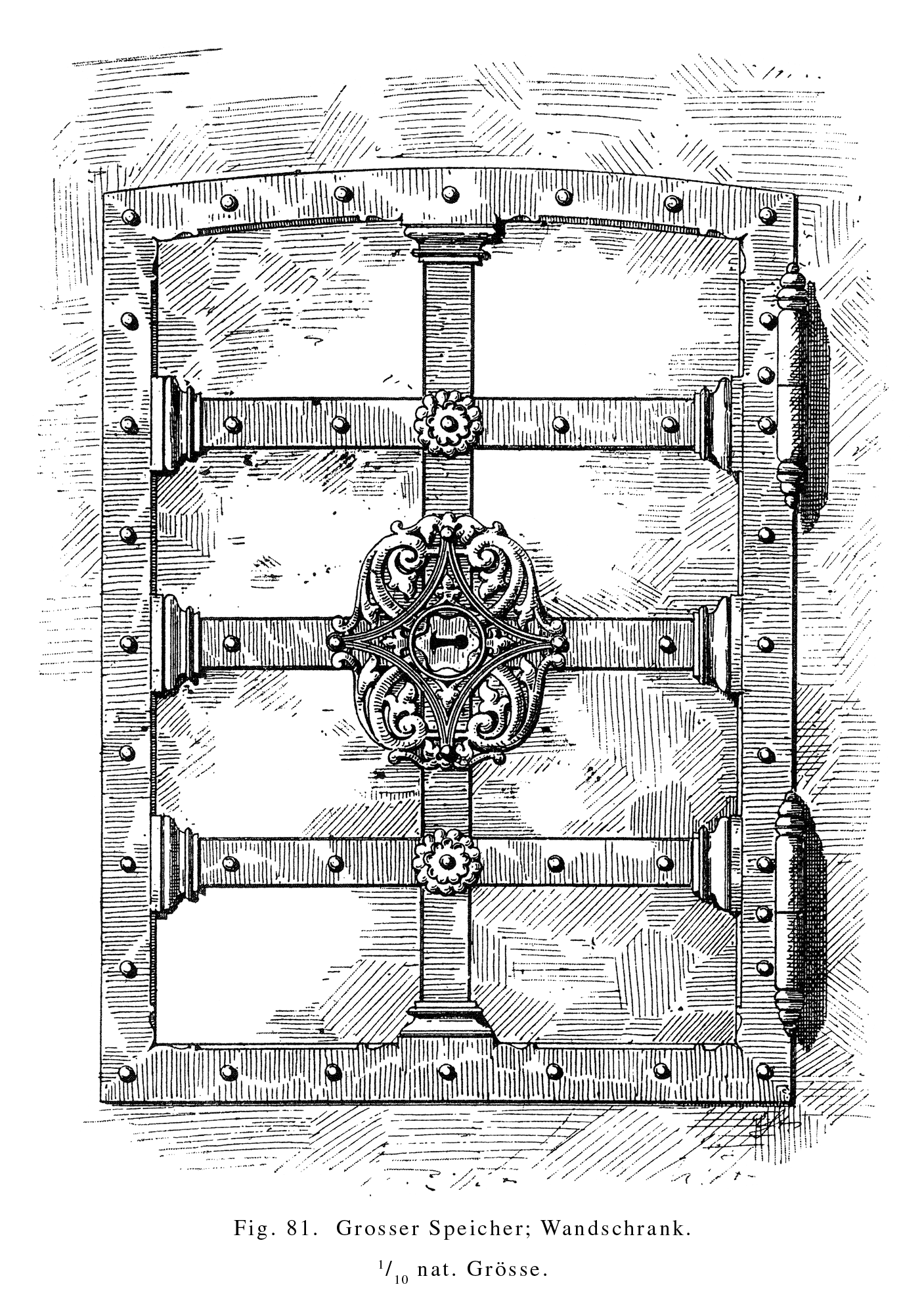
Wandschrank im Flur des Westbaus, vor 1862
(Zeichnung von Julius Hülsen nach Carl Theodor Reiffenstein, 1902)

Der Westbau war das innerlich noch am prächtigsten in das 19. Jahrhundert überkommene Bauteil. In jedem Stockwerk waren zwei Räume vorhanden, das Obergeschoss wurde durch den Treppenturm erschlossen. Der südliche Raum des Erdgeschosses, erreichbar auch durch die kleine Tür in der zum Hof gewandten Turmwand, beherbergte einst Ställe mit Fenstern zur Rosengasse. Durch das eigentliche Hauptportal im Hof gelangte man in einen Gang, der die Räume zu beiden Seiten erschloss. In dem Gang befand sich auch ein Wandschrank mit einer aufwändig gearbeiteten Eisentür aus der Bauzeit. Während die Tür als solche bereits antikisierende und somit Renaissancemotive verwendete, war das Schloss noch von einer sehr deutlich auf die Gotik verweisenden Rosette umgeben.
Der nördliche Raum, dessen Inneres – wenn auch bereits verändert – durch eine Zeichnung von Otto Lindheimer überliefert ist, besaß eine reiche, jedoch nicht genauer beschriebene Vertäfelung. Bis zuletzt erhalten war dagegen die in der Nordwand zum Garten integrierte Fenstergruppe. Die sechs Fenster überdeckten Stichbögen, die mittig von drei korinthischen Zwergsäulen, in den Ecken von Pfeilern getragen wurden. Der mittlere Pfeiler war nicht nur Auflager für den Bogen, sondern diente auch als Tragstein für den sich darüber einschiebenden Unterzugsbalken. Die Laibung der Fensterbögen zierten je drei Rosetten und dazwischen liegenden Diamantquader. Das untere Drittel einer jeden Säule zeigte Riemenornamente, die Eckpfeiler eine einfachere Facettierung. Zusammen mit einem – gedachten – entsprechenden Mobiliar vermittelte der von Dehio auch als „Prunkstube“ bezeichnete Raum so das stimmige Bild einer Patrizierwohnung des frühen 17. Jahrhunderts. Über die Obergeschosse des Westbaus ist nichts bekannt.
Der äußerlich schlichte Treppenturm wiederholte innerlich erneut Mischformen. Das Gewände der Eingangstür hatte ein Renaissanceprofil, das kurz über dem Boden in Voluten auslief. Der Turm selbst beinhaltete bis zum Dachgeschoss eine frei gewundene Spindel aus rotem Sandstein. Anfang und Ende der Spindel waren als gotische Dienstockel mit reicher Facettierung ausgestaltet, darauf saß eine ebenso aufwändig gearbeitete Holzspindel für die Dachgeschosse auf. In der Turmwand verlief eine tiefgekehlte steinerne Handleiste.

### Zerstörung des bauzeitlichen Zustands

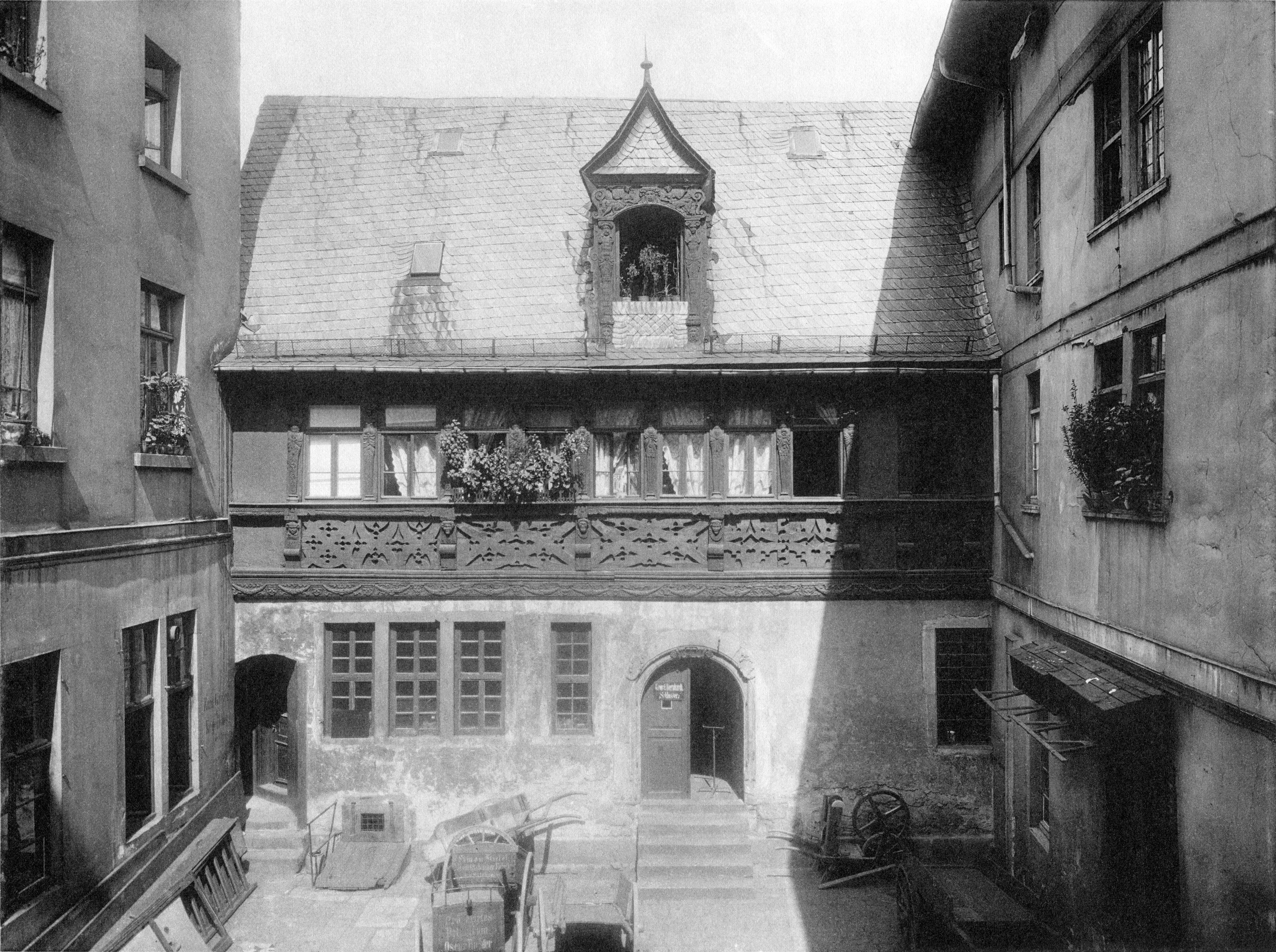
Nordbau im Schatten der umgebenden Bauten, 1901
(Fotografie von Carl Friedrich Fay)

Carl Theodor Reiffenstein hielt in seiner Beschreibung bereits 1853 fest, dass das Getäfel der Prunkstube bei einem jüngeren Umbau entfernt worden war. 1858 fand die erste tiefgreifende bauliche Veränderung statt. Um im hinteren Teil eine Kegelbahn einzurichten, ließ der damalige Besitzer im Erdgeschoss des Nordbaus eine parallel zur Hofseite verlaufende, massive Zwischenwand einziehen. Im Frühjahr 1859 wurden dann Ost- und Südbau im spätklassizistischen Stil aufgestockt, ersterer erhielt zwei, der südliche ein weiteres Geschoss.
Endgültig den bauzeitlichen Eindruck verwischte die Aufstockung des Westbaus und des Treppenturms um jeweils zwei Geschosse im Sommer 1863. Das hofseitige Portal wurde zerstört und vermauert, ebenso der Erker. Der Fachwerkaufbau des Treppenturms fiel zugunsten eines massiven Aufbaus mit flachem Abschluss. Gleichzeitig richte man einen neuen Hauseingang von der Rosengasse her ein. Neben dem Verlust der bauzeitlichen Dächer auch bei den übrigen Hofbauten ist anzunehmen, dass in diesem Zusammenhang in den Innenräumen weitere Substanz verschwand. Die Skizzen der Gebrüder Treuner aus den 1930er Jahren zeigen sowohl neu gebrochene Türen als auch Fenster aus dieser Periode.
Der als einziges Bauteil äußerlich noch unversehrte Nordbau stand nun fast ganztägig im Schatten der jetzt überdimensioniert wirkenden, übrigen Hofflügel. Ein derartiger Umgang mit historischer Bausubstanz war in jenen Jahren allerdings keine Seltenheit. So wurde etwa zur gleichen Zeit im nahegelegenen Karmeliterkloster einer der größten spätmittelalterlichen Freskenzyklen nördlich der Alpen zerstört, um dort eine Feuerwache einzurichten. Auch Abrisse oder Aufstockungen mittelalterlicher Bauten zugunsten turmartiger „Mietskasernen“, die als die ersten Bausünden der Frankfurter Altstadt bezeichnet werden konnten, waren in der Zeit des städtischen Wachstums bis wenigstens 1866 Normalität. Erst im Kaiserreich expandierte die Stadt in planmäßig angelegten Gründerzeitgebieten, wodurch sich die Tendenz, in der Altstadt Neubauten zu errichten, deutlich abschwächte.
Entsprechend waren die weiteren Veränderungen am Großen Speicher bis zum endgültigen Abriss 1938, soweit feststellbar, nur noch marginal. Einer etwas späteren Zeit dürfte noch der Bau eines Häuschens im nordwestlich eingestellten Garten zuzurechnen sein. Da man dieses direkt vor die aufwändige Fenstergruppe des Erdgeschosssaals im Westbau stellte, konnte auch dieser nicht mehr länger den bauzeitlichen Eindruck vermitteln.

## Bedeutung

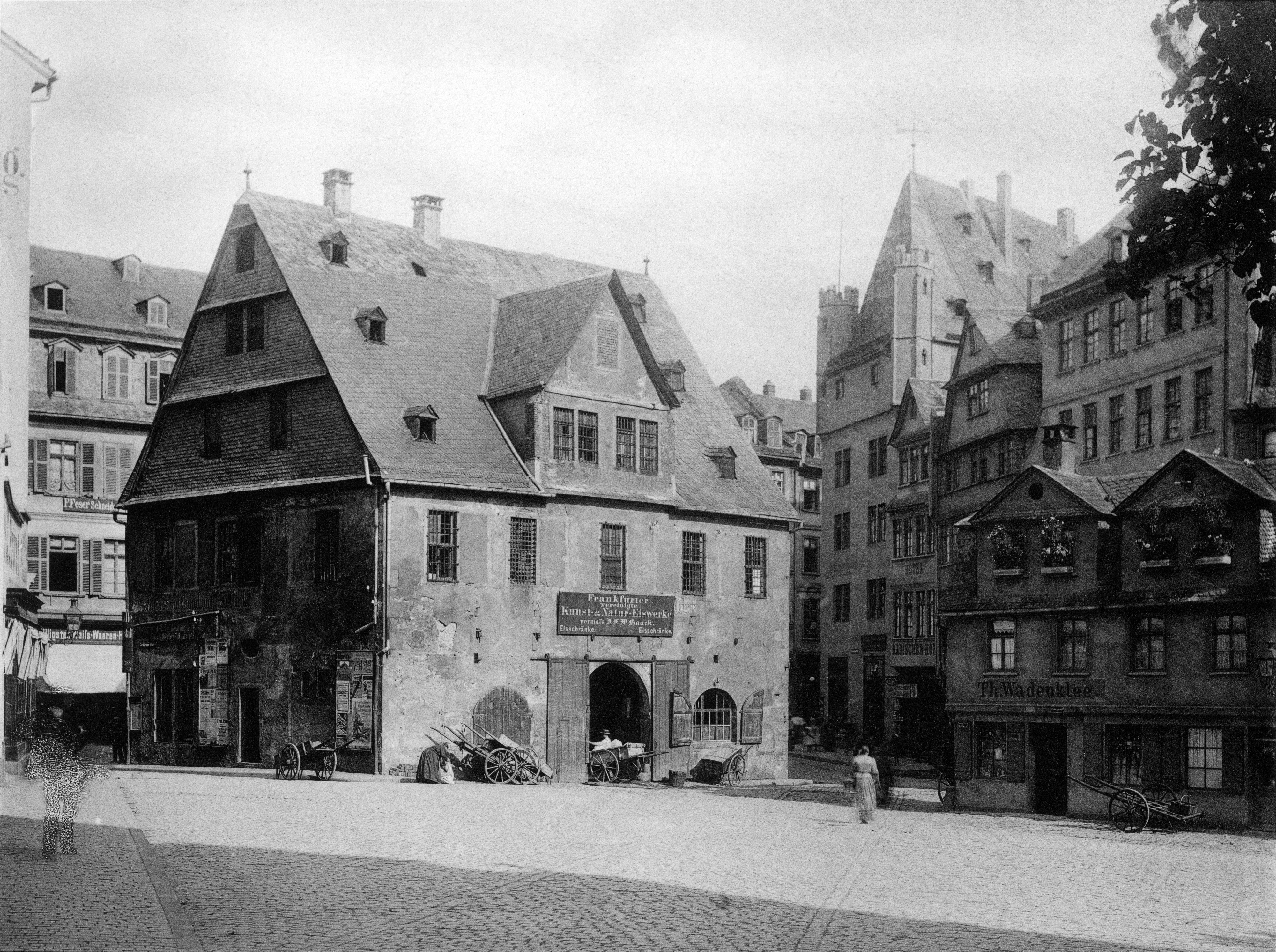
Die Mehlwaage am Garküchenplatz, um 1896
(Fotografie von Carl Friedrich Fay)

Die Bedeutung des Großen Speichers ergibt sich nicht aus seiner Betrachtung als Einzelbauwerk, sondern erst aus seiner Einordnung in die gesamte Frankfurter Kunstgeschichte des 16. und frühen 17. Jahrhunderts. Die Renaissance fand in der Stadt eine sehr verhaltene Rezeption, die Gotik hatte dafür einen umso längeren Ausklang, der im Grunde noch bis in das 18. Jahrhundert hinein ausstrahlte. Ein gutes Beispiel für diesen Zug war die 1716 zwischen Fahrgasse und Garküchenplatz erbaute städtische Mehlwaage (1944 zerstört), die rein stilkritisch noch gut ein Abkömmling des 16. Jahrhunderts hätte sein können. Die zudem seit jeher für Frankfurt typische Ablehnung von nach außen gekehrtem Ornament und die dahinter zunächst zu vermutende konservative Grundhaltung stand in eigentümlichen Gegensatz zu anderen Entwicklungen, etwa der geradezu stürmisch aufgenommenen Reformation.
Abgesehen vom Salzhaus, das in seiner bis 1944 erhaltenen Form aber selbst im nationalen Vergleich ein Unikum darstellte, erst um 1600 und zudem von einem Zuwanderer erbaut wurde, entstand so in den ersten 80 Jahren des 16. Jahrhunderts kein einziges Gebäude, das Ideen der Renaissance in größerem Maßstab verarbeitete. Selbst der 1562 erbaute Große Engel am Römerberg (1944 zerstört, 1981–1983 rekonstruiert), der mit seinen reichen Schnitzverzierungen auf den ersten Blick als Beginn einer Entwicklung gesehen werden könnte, ist auf den zweiten Blick doch sowohl in seinem Schmuck wie auch der gesamten turmartigen Kubatur noch völlig gotisch. Das Gebäude kann somit höchstens als Beispiel einer stärkeren grundsätzlichen Tendenz zu geschnitzten hölzernen Architekturteilen, vor allem Knaggen, ab Mitte des Jahrhunderts gelten.

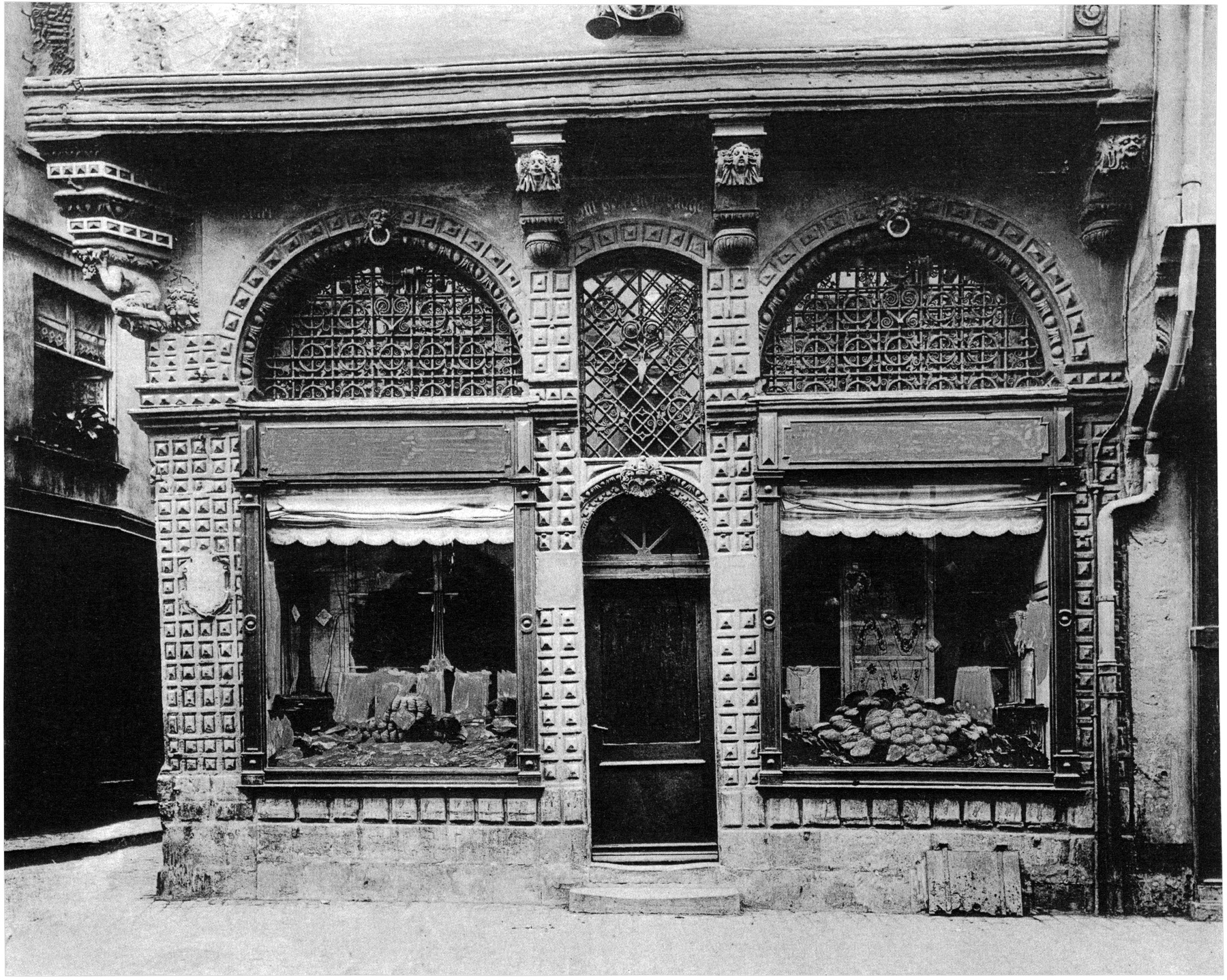
Diamantierung am Erdgeschoss der Goldenen Waage, um 1900 / vor 1899
(Fotografie von Carl Friedrich Mylius)

Frankfurt lag damit weit hinter der Entwicklung in vielen anderen, selbst kleineren Reichsstädten wie z. B. Rothenburg ob der Tauber oder Hildesheim zurück, wo der frühneuzeitliche Kunststil meist uneingeschränkt spätestens ab der Jahrhundertmitte regierte. Nach dem Fall von Antwerpen im Jahr 1585 brachten die reformierten Flüchtlinge nun nicht nur eine Vorliebe für nach außen gekehrten Schmuckreichtum mit, die in ihrer Heimat bereits seit der Gotik bestand, sondern auch eine Kunstauffassung, in der der mittelalterliche Stil schon seit Jahrzehnten verdrängt war. Darüber hinaus dominierte dort der Steinbau, Holzbauten waren dort schon aus klimatischen Gründen mit Bohlen verkleidet und wiesen deswegen auch eine weit geringere Haltbarkeit auf, was wiederum ihre Ausgestaltung zu Repräsentationsbauten verbot.

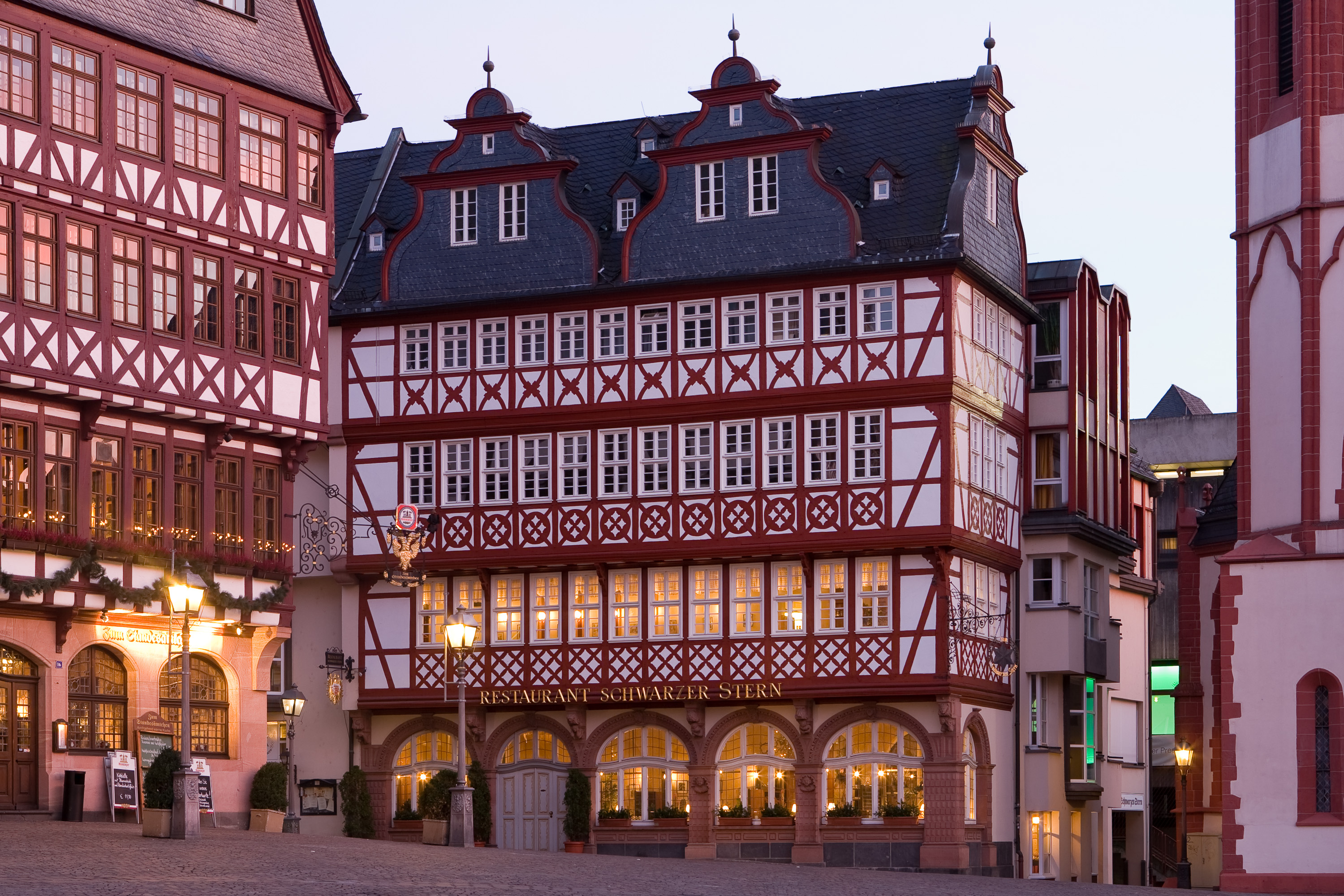
Schwarzer Stern, 2008

Aufgrund des Zunftzwanges waren Zuwanderer wie Franz de le Boë jedoch auf Handwerker aus ihrer neuen Heimatstadt angewiesen, woraus sich eine Wechselwirkung ergeben musste. Einerseits machten sich die Formen der Spätgotik in dem ansonsten ganz der Renaissance verschriebenen Bauvorhaben immer wieder bemerkbar, andererseits waren die Handwerker gezwungen, sich erstmals mit Musterbüchern des neuen Stils zu beschäftigen und mussten zudem bisher nur aus dem Steinbau bekannte Zierformen in die des Fachwerks übersetzen.
So entstand trotz manchem stilistischen Rückgriff ein Haustypus, der für sämtliche Frankfurter Renaissancebauten typisch wurde: ein zur Straße gekehrtes Dach mit einem großen Zwerchhaus – obwohl im Falle des Großen Speichers als Hofbau anders kaum zu konstruieren – brachte erstmals die Firstschwenkung und damit die Annäherung an das Ideal des italienischen Palas zum Ausdruck. Ebenfalls in den nächsten Jahrzehnten vielfach zu beobachten war die Diamantierung von Sandsteinbögen, wie am Hauptportal an der Rotkreuzgasse erstmals zu sehen, die bei anderen Bauten meist für die Gliederung des Erdgeschosses verwendet wurden. Auch das Füllen der Brüstungsfelder mit Zierhölzern, wenngleich im Falle des Großen Speichers noch eher in Formen von spätgotischem Maßwerk, nahm bereits mittelrheinische Fachwerkformen der Zeit um 1600 voraus, ebenso die Reihung von schmalen, hohen Fenstern in den Obergeschossen.

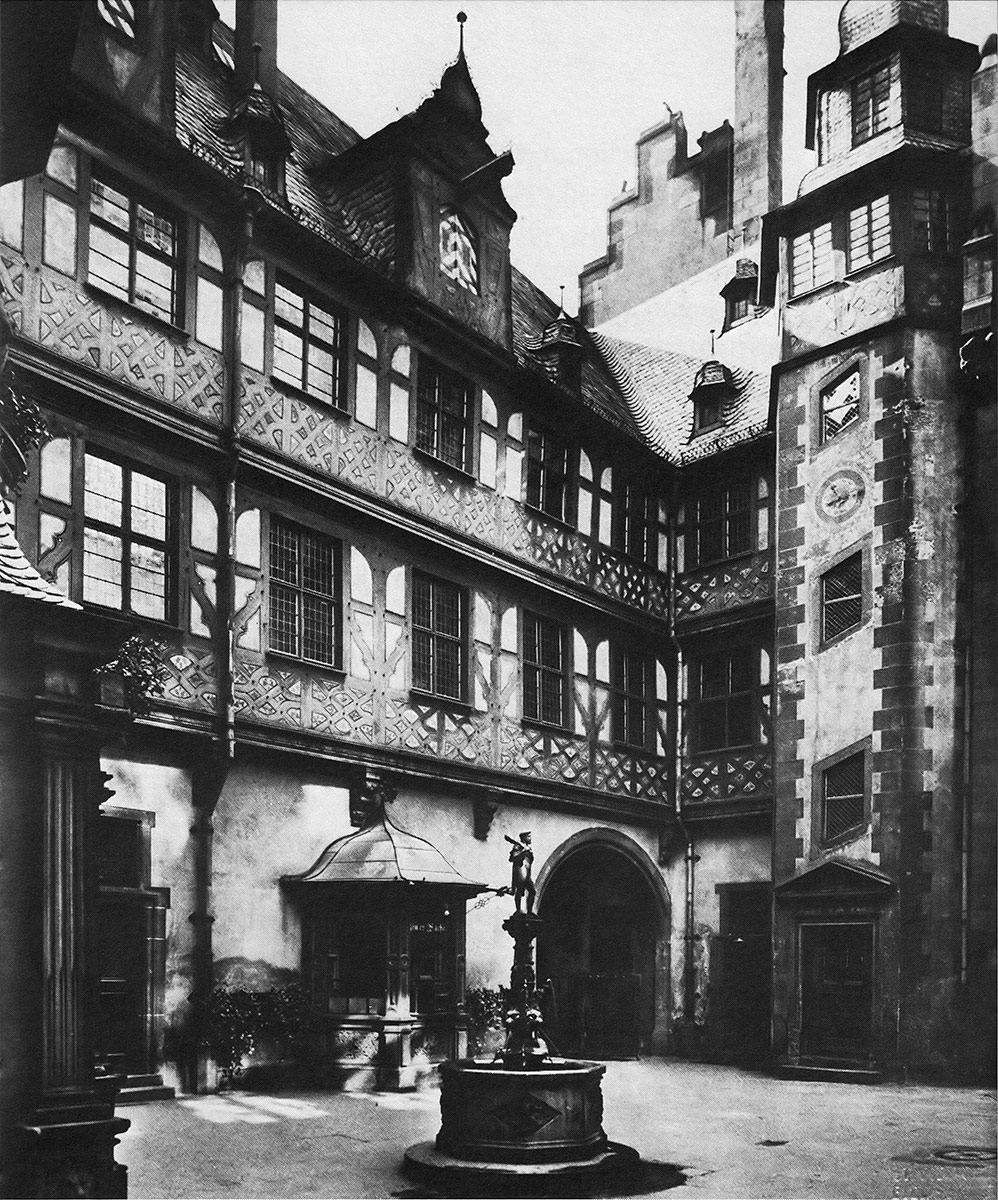
Hofseite von Haus Silberberg, 1900er Jahre, nach 1904

Als wichtigster direkter Nachfolger konnte das 1595 erbaute Haus Silberberg (1944 zerstört) in der Limpurger Gasse gelten, das alle Ideen des Großen Speichers in nochmals etwas gereifteren Formen aufgriff. Da es für die Frankfurter Patriziergesellschaft Alten Limpurg errichtet wurde, die ständig Mitglieder des Stadtrats stellte, markierte es die endgültige Ankunft der Ideen der Renaissance auch in den maßgeblichen Kreisen der Stadt.

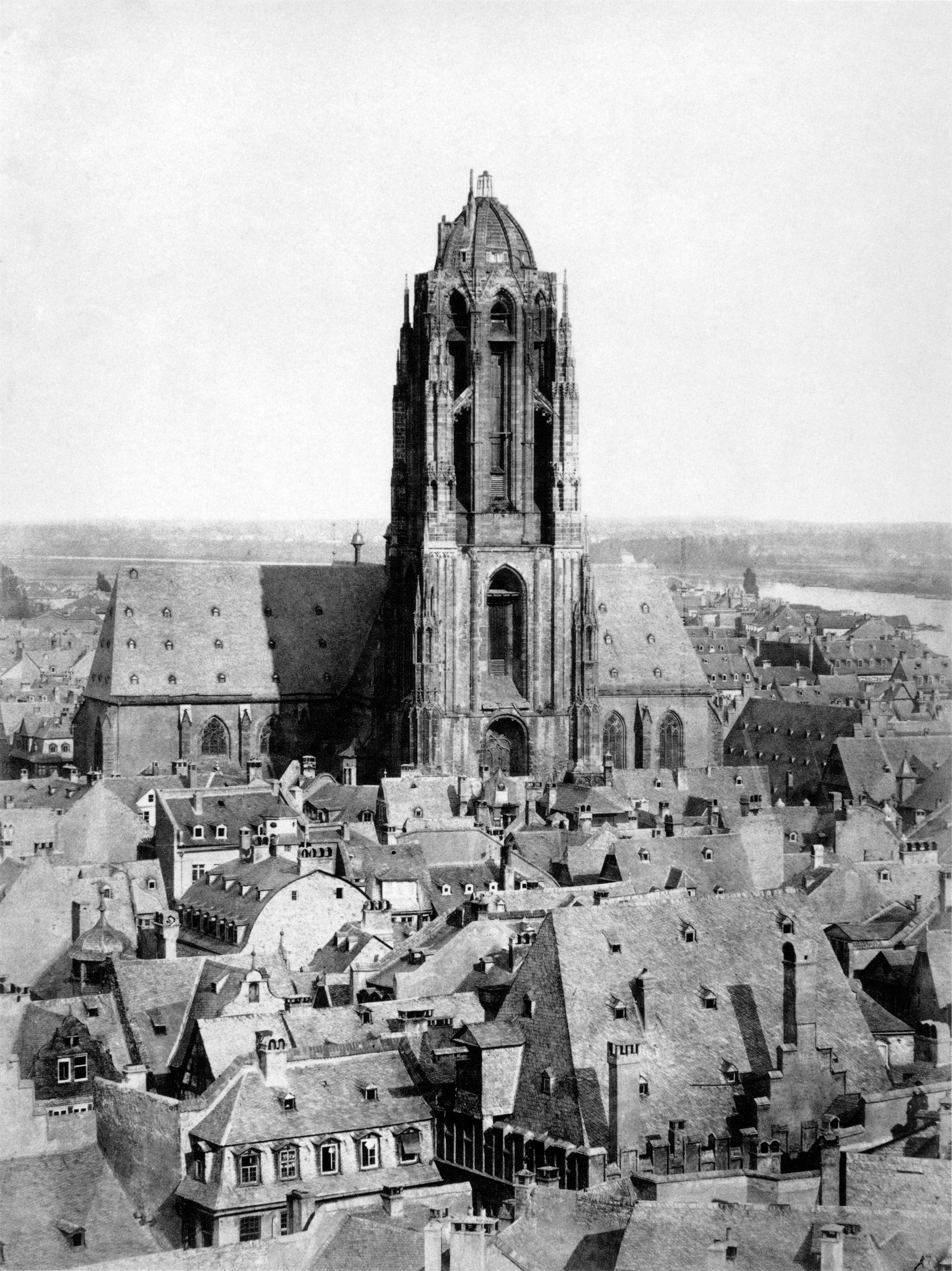
Blick über die Dächer der Altstadt zwischen Dom und Römer, 1866
(Fotografie von Carl Friedrich Mylius)

Um 1600 entstand dann eine ganze Reihe von Folgebauten, von denen mit dem Haus Wertheym am Fahrtor und dem Schwarzen Stern am Römerberg (1944 zerstört, 1981–1983 rekonstruiert) noch zwei erhalten sind. Viele wichtige Beispiele, etwa das Goldene Kännchen in der Alten Mainzer Gasse, sind mit der Altstadt 1944 zu Grunde gegangen. Da der weitaus größte Teil auch zu Beginn des Zweiten Weltkriegs unter Verputz lag, ist allerdings mit einer erheblichen Dunkelziffer von ähnlich gearteten Bauten zu kalkulieren, die niemals dokumentiert worden sind.
Trotz der vom Großen Speicher ausgehenden Entwicklung blieb die grundsätzliche Kunstauffassung der Stadt jedoch so konservativ wie vor Ankunft der Reformierten, was etwa der Streit um den Bau der Goldenen Waage noch in den Jahren 1618–1619 beweist. Auch waren die Bauherren weiter meist Auswärtige, eine wirklich bedeutende Leistung vom Rang eines Pellerhauses wurde aus dem Kreis der alteingesessenen Bürgerschaft nicht hervorgebracht. Das heute noch erhaltene, ebenfalls im Auftrag der Gesellschaft Alten Limpurg 1627 errichtete Treppentürmchen im Römerhöfchen markierte bereits das Ende der Hochrenaissance in der Stadt.
Der Hof von Franz de le Boë wirkte somit letztlich nur stark stilbildend, konnte das Desinteresse der Frankfurter an der Zurschaustellung von Pracht jedoch nicht durchbrechen, ein Zug, der im Grunde bis in die Zeit des Historismus Bestand hatte. Nicht Einzelbauten, sondern der bis 1944 praktisch völlig in seinem spätgotischen Zustand erhaltene Kern der Stadt zwischen Dom und Römer als organisches Ensemble bildete das eigentliche kunstgeschichtlich national bedeutsame Erbe Frankfurts.

### Hauptwerke
- Johann Georg Battonn: Oertliche Beschreibung der Stadt Frankfurt am Main – Band V. Verein für Geschichte und Alterthumskunde zu Frankfurt am Main, Frankfurt am Main 1869, S. 224–230 u. 244–249 (online).
- Rudolf Jung, Julius Hülsen: Die Baudenkmäler in Frankfurt am Main – Band 3, Privatbauten. Selbstverlag/Keller, Frankfurt am Main 1902–1914, S. 87–97.
- Walter Sage: Das Bürgerhaus in Frankfurt a. M. bis zum Ende des Dreißigjährigen Krieges (= Das Deutsche Bürgerhaus. Band 2). Wasmuth, Tübingen 1959, S. 54, 55, 93 und 94.

### Verwendete, weiterführende Werke
- Architekten- & Ingenieur-Verein (Hrsg.): Frankfurt am Main und seine Bauten. Selbstverlag des Vereins, Frankfurt am Main 1886.
- Olaf Cunitz: Stadtsanierung in Frankfurt am Main 1933–1945. Abschlussarbeit zur Erlangung des Magister Artium, Johann Wolfgang Goethe-Universität Frankfurt am Main, Fachbereich 08 Geschichtswissenschaften / Historisches Seminar, 1996.
- Das nächste Sanierungsprojekt. Abbruch der Schüppengasse. Der große Durchbruch zum Main. In: Frankfurter General-Anzeiger. 5. November 1937. In: Wolfgang Klötzer im Auftrag des Frankfurter Vereins für Geschichte und Landeskunde und der Freunde Frankfurts (Hrsg.): Die Frankfurter Altstadt. Eine Erinnerung. Mit Zeichnungen von Richard Enders. Verlag Waldemar Kramer, Frankfurt am Main 1983, ISBN 3-7829-0286-6, S. 270 u. 272.
- Georg Dehio: Handbuch der Deutschen Kunstdenkmäler. Band IVa. Südwestdeutschland. 5. unveränderte Auflage. Deutscher Kunstverlag, Berlin 1937.
- Alexander Dietz: Frankfurter Handelsgeschichte – Band II. Herman Minjon Verlag, Frankfurt am Main 1921.
- Dietrich-Wilhelm Dreysse, Björn Wissenbach: Planung Bereich – Dom Römer. Spolien der Altstadt 1. Dokumentation der im Historischen Museum lagernden Originalbauteile Frankfurter Bürgerhäuser. Stadtplanungsamt, Frankfurt am Main 2008 (online (Memento vom 21. Februar 2014 im Internet Archive)).
- Karl Emil Otto Fritsch: Denkmäler Deutscher Renaissance. Verlag von Ernst Wasmuth, Berlin 1891.
- Wolfgang Klötzer: Zu Gast im alten Frankfurt. Hugendubel, München 1990, ISBN 3-88034-493-0.
- Friedrich Krebs: Der Altstadtgesundungsplan der Stadt Frankfurt am Main (1936). In: Wolfgang Klötzer im Auftrag des Frankfurter Vereins für Geschichte und Landeskunde und der Freunde Frankfurts (Hrsg.): Die Frankfurter Altstadt. Eine Erinnerung. Mit Zeichnungen von Richard Enders. Verlag Waldemar Kramer, Frankfurt am Main 1983, ISBN 3-7829-0286-6, S. 216 u. 217.
- Georg Ludwig Kriegk: Deutsches Bürgerthum im Mittelalter. Neue Folge. Rütten und Löning, Frankfurt am Main 1871.
- Hans Lohne: Frankfurt um 1850. Nach Aquarellen und Beschreibungen von Carl Theodor Reiffenstein und dem Malerischen Plan von Friedrich Wilhelm Delkeskamp. Verlag Waldemar Kramer, Frankfurt am Main 1967, ISBN 3-7829-0015-4.
- Fried Lübbecke: Frankfurt am Main. Verlag E. A. Seemann, Leipzig 1939 (Berühmte Kunststätten 84).
- Bernhard Müller: Die Mehlwaage. In: Alt-Frankfurt. Vierteljahrschrift für seine Geschichte und Kunst. 1. Jahrgang, Heft 1, Herman Minjon Verlag, Frankfurt am Main 1909.
- Karl Nahrgang: Die Frankfurter Altstadt. Eine historisch-geographische Studie. Verlag Waldemar Kramer, Frankfurt am Main 1949.
- Elsbet Orth: Frankfurt am Main im Früh- und Hochmittelalter. In: Frankfurter Historische Kommission (Hrsg.): Frankfurt am Main – Die Geschichte der Stadt in neun Beiträgen. (= Veröffentlichungen der Frankfurter Historischen Kommission. Band XVII). Jan Thorbecke, Sigmaringen 1991, ISBN 3-7995-4158-6.
- Anton Schindling: Wachstum und Wandel vom Konfessionellen Zeitalter bis zum Zeitalter Ludwigs XIV. Frankfurt am Main 1555–1685. In: Frankfurter Historische Kommission (Hrsg.): Frankfurt am Main – Die Geschichte der Stadt in neun Beiträgen. (= Veröffentlichungen der Frankfurter Historischen Kommission. Band XVII). Jan Thorbecke, Sigmaringen 1991, ISBN 3-7995-4158-6.
- Magnus Wintergerst: Franconofurd. Band I. Die Befunde der karolingisch-ottonischen Pfalz aus den Frankfurter Altstadtgrabungen 1953–1993. Archäologisches Museum Frankfurt, Frankfurt am Main 2007, ISBN 3-88270-501-9 (Schriften des Archäologischen Museums Frankfurt 22/1).
- Hermann Karl Zimmermann: Das Kunstwerk einer Stadt. Frankfurt am Main als Beispiel. Verlag Waldemar Kramer, Frankfurt am Main 1963.

### Abbildungen (soweit bibliografisch nachweisbar)
- Dieter Bartetzko, Detlef Hoffmann, Almut Junker, Viktoria Schmidt-Linsenhoff: Frankfurt in frühen Photographien 1850–1914. Neuauflage. Schirmer-Mosel, München 1988, ISBN 3-88814-284-9.
- Bibliographisches Institut (Hrsg.): Meyers Großes Konversations-Lexikon. Ein Nachschlagewerk des allgemeinen Wissens. Sechste, gänzlich neubearbeitete und vermehrte Auflage. Bibliographisches Institut, Leipzig und Wien 1902–1910.
- Carl Friedrich Fay, Carl Friedrich Mylius, Franz Rittweger, Fritz Rupp: Bilder aus dem alten Frankfurt am Main. Nach der Natur. Verlag von Carl Friedrich Fay, Frankfurt am Main 1896–1911.
- Hans Pehl: Kaiser und Könige im Römer. Frankfurts Rathaus und seine Umgebung. Verlag Josef Knecht, Frankfurt am Main 1980, ISBN 3-7820-0455-8.
- Friedrich August Ravenstein: August Ravensteins Geometrischer Plan von Frankfurt am Main. Verlag des geographischen Instituts zu Frankfurt am Main, Frankfurt am Main 1862.
- Ludwig Ravenstein: Ludwig Ravenstein's Spezial-Plan von Frankfurt a.M., Bockenheim & Bornheim. Stich, Druck und Verlag der geographischen Anstalt von Ludwig Ravenstein in Frankfurt am Main, Frankfurt am Main 1895.
- Benno Reifenberg, Fried Lübbecke, Richard Kirn, Franz Lerner, Bernd Lohse: Porträt einer Stadt. Frankfurt am Main. Vergangenheit und Gegenwart. Umschau Verlag, Frankfurt am Main 1958.
- James Westfall Thompson: The Frankfort Book Fair. The Francofordiense Emporium of Henri Estienne. The Caxton Club, Chicago 1911.